# Busko-Zdrój
Busko-Zdrójⓘ  é uma cidade termal no sudeste da Polônia. Pertence à voivodia de Santa Cruz, no condado de Busko. É a sede da comuna urbano-rural de Busko-Zdrój
Estende-se por uma área de 12,3 km², com 14 235 habitantes, segundo o censo de 31 de dezembro de 2024, com uma densidade populacional de 1 159 hab./km².
Conhecida como Bużsk já no século XII, Busk no século XIII. Busko-Zdrój é a sétima cidade mais populosa da voivodia de Santa Cruz. Nos anos de 1975 a 1998, na voivodia de Kielce.
Busko-Zdrój está situada na histórica Pequena Polônia, na Terra de Sandomierz. Foi-lhe concedida uma certidão de cidade em 1287, os direitos de cidade foram revogados em 1869 e restaurados em 1916. Busko era a cidade do convento norbertino de Busko, na voivodia de Sandomierz, no último quarto do século XVI.
A cidade é o ponto de partida da trilha turística vermelha que leva a Solec-Zdrój.
O pequeno navio MS “Busko-Zdrój” recebeu o nome da cidade.

## Meio ambiente

### Localização
Busko está localizada na parte sul da voivodia de Santa Cruz, 50 km ao sul de Kielce e 80 km a nordeste de Cracóvia. Fica em uma região conhecida como Ponidzie, em homenagem ao rio Nida que passa por ela, na elevação de Wójczańsko-Pińczowski.

### Clima
Busk tem um clima de planície com características continentais. O conforto climático cobre cerca de 39% dos dias do ano, o número de dias “quentes e quentes” é de 13% e os dias “muito frios” são menos de 1,5%. A temperatura média anual do ar é de 7,8, a amplitude máxima da temperatura é de 60. O número de horas de sol é alto — 1151. A umidade relativa anual varia de 71% a 80%.

## História

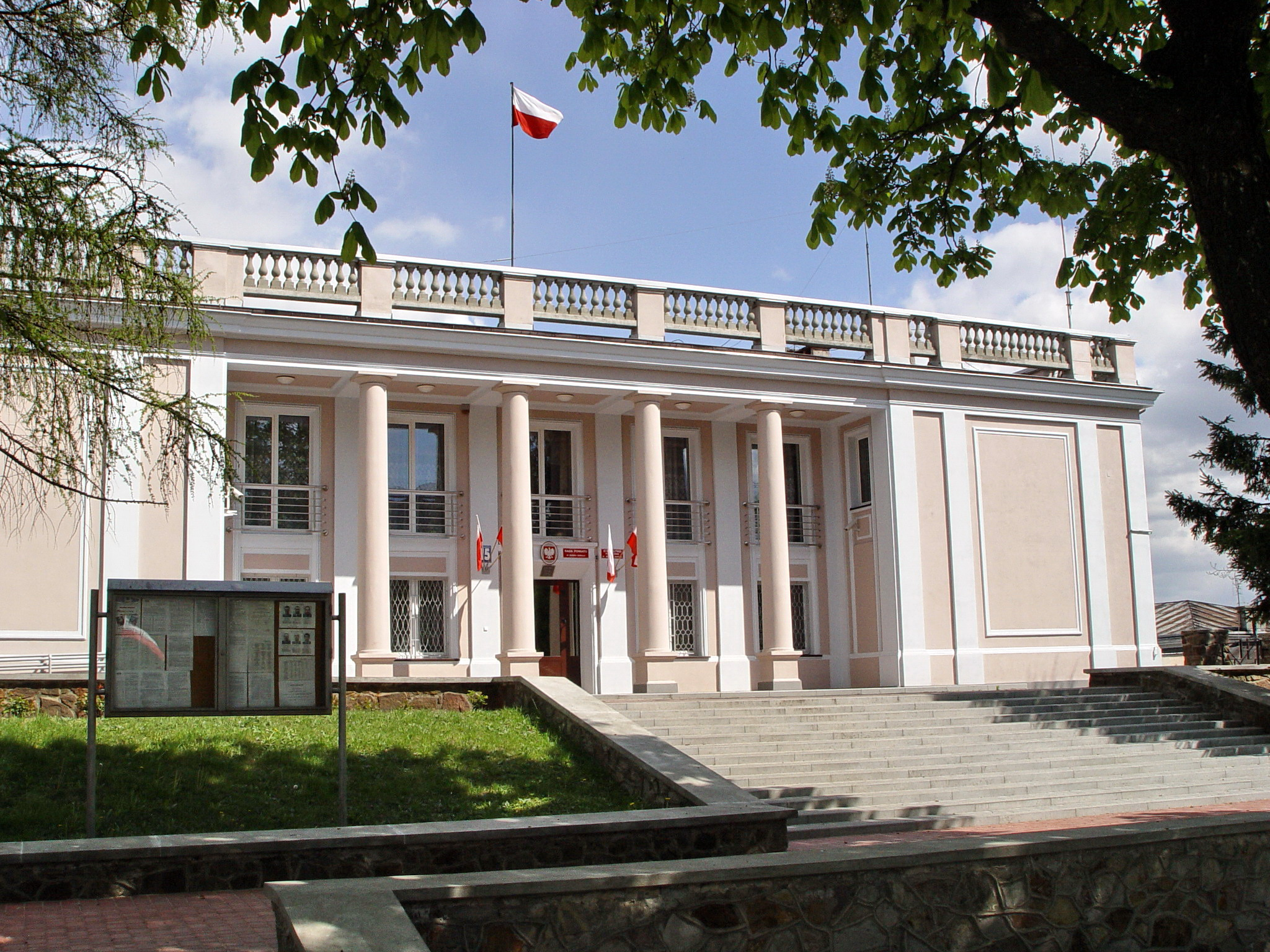
Escritório do condado

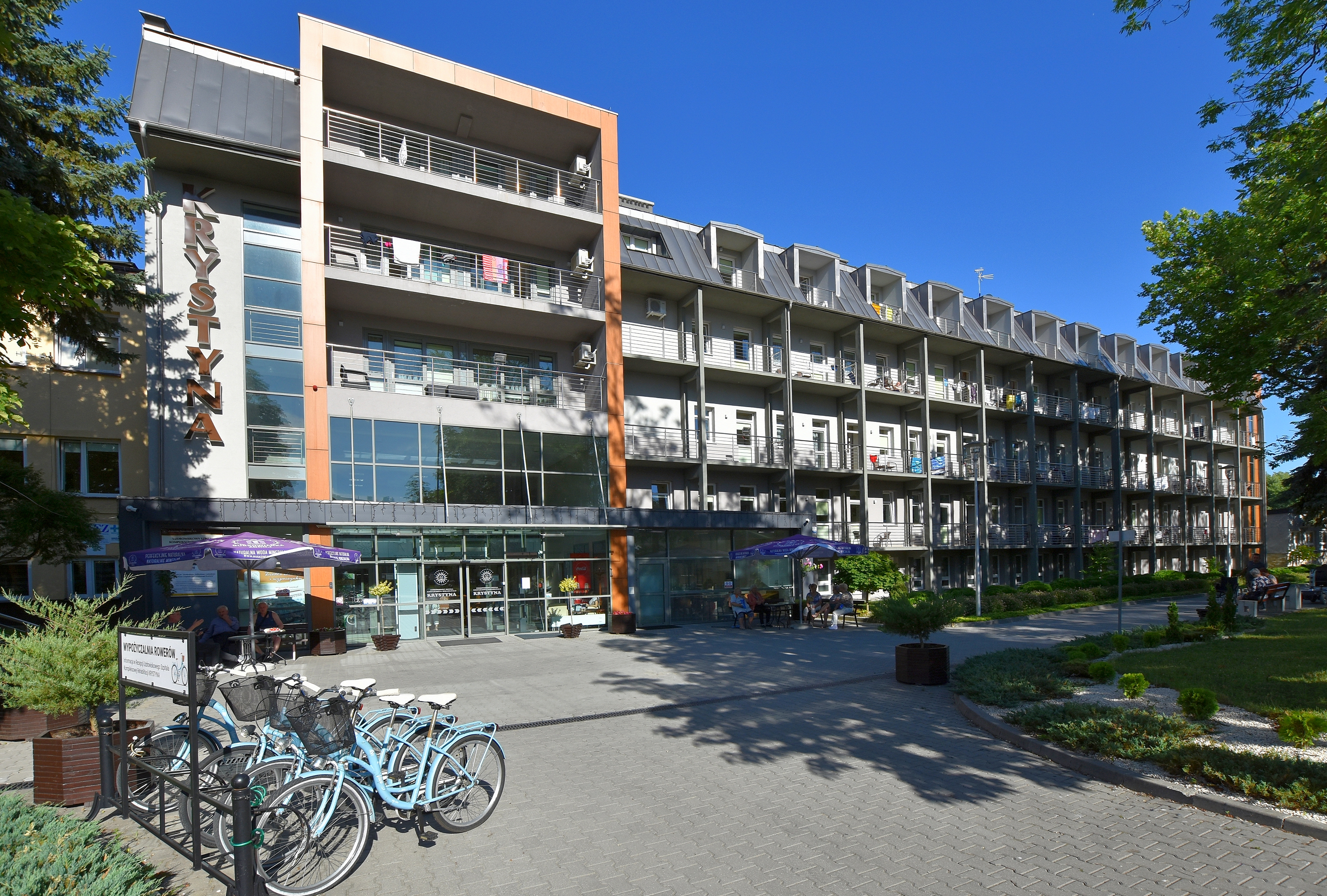
Hospital Termal Krystyna

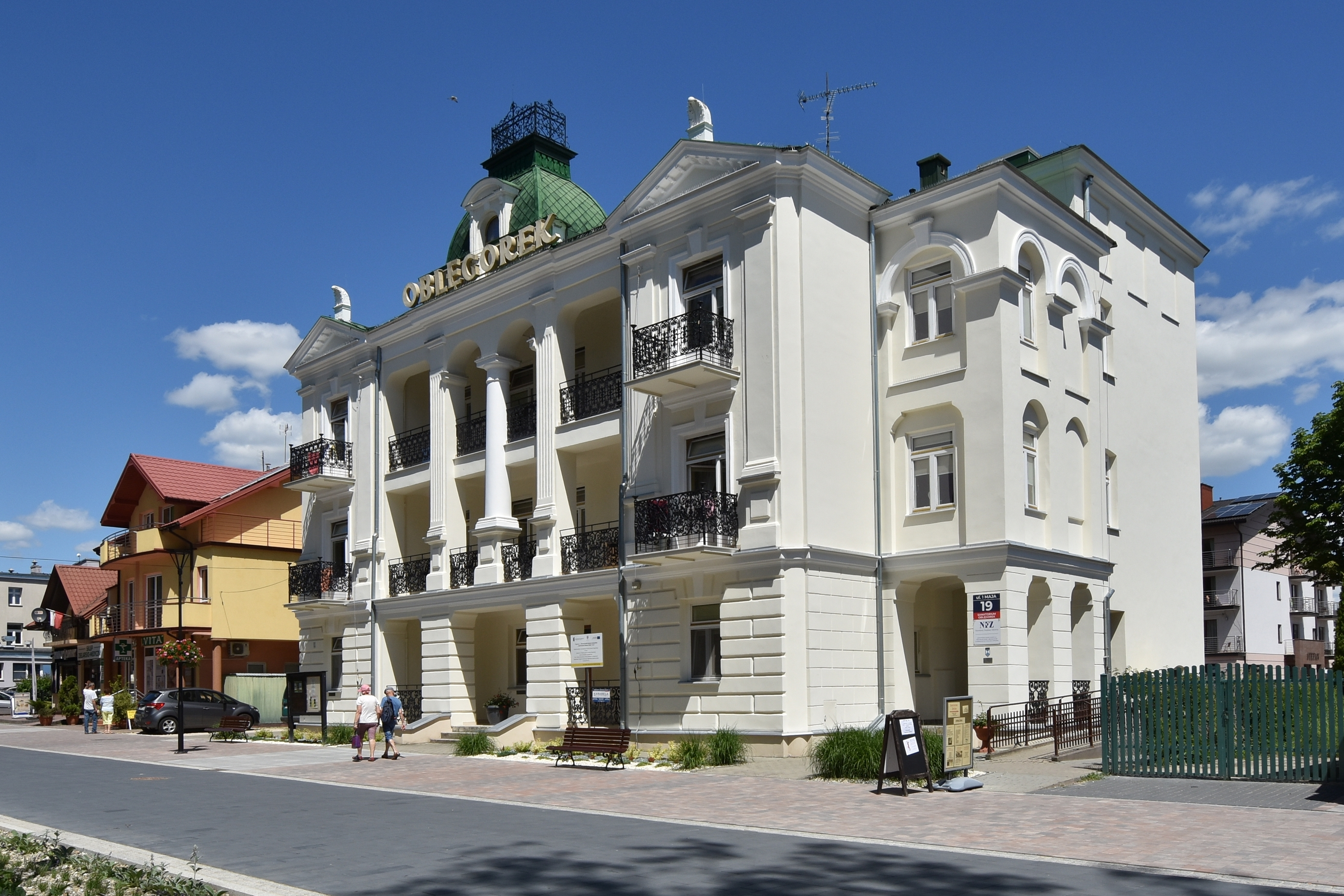
Mansão Oblęgorek (atualmente um hospital)

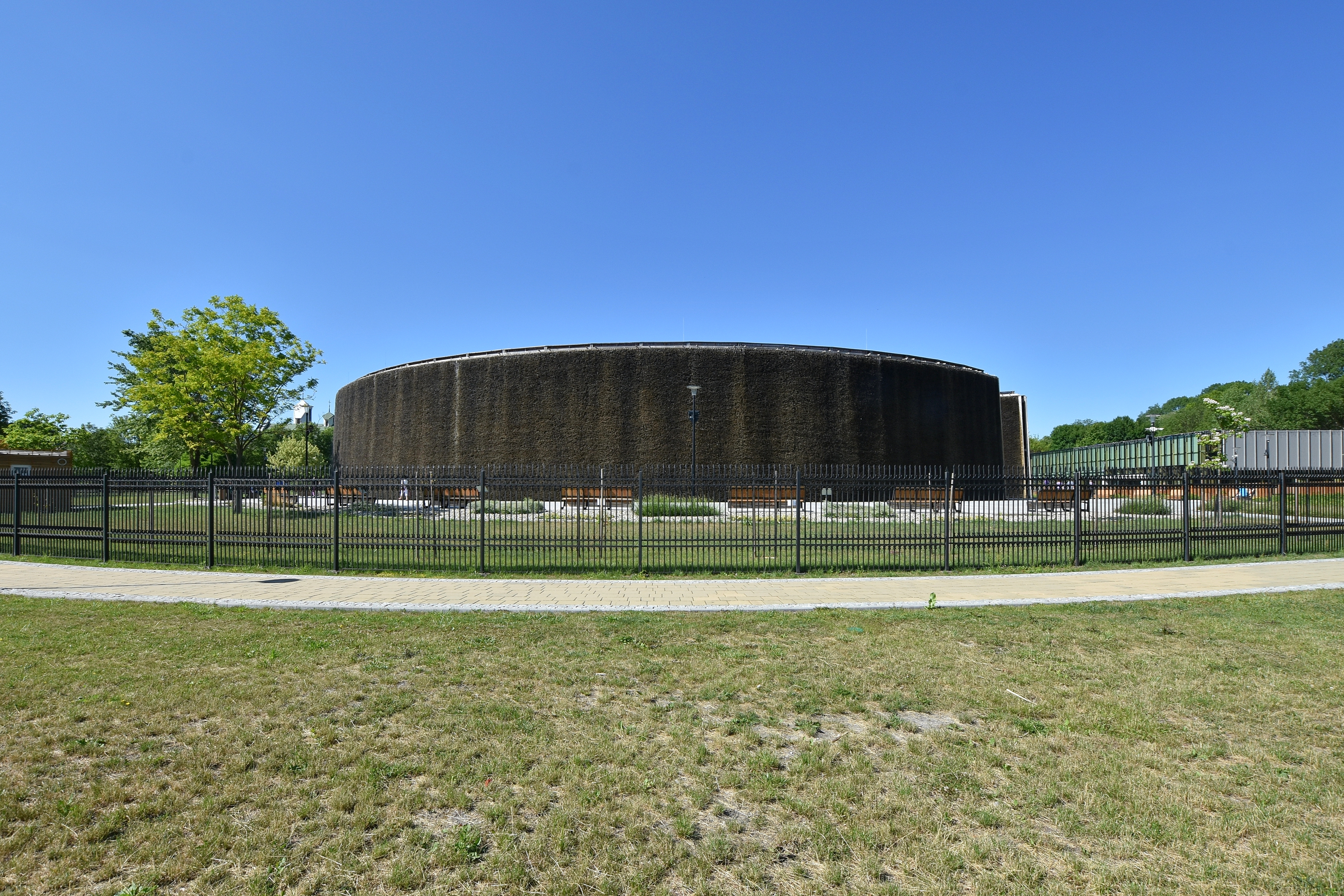
Turbina

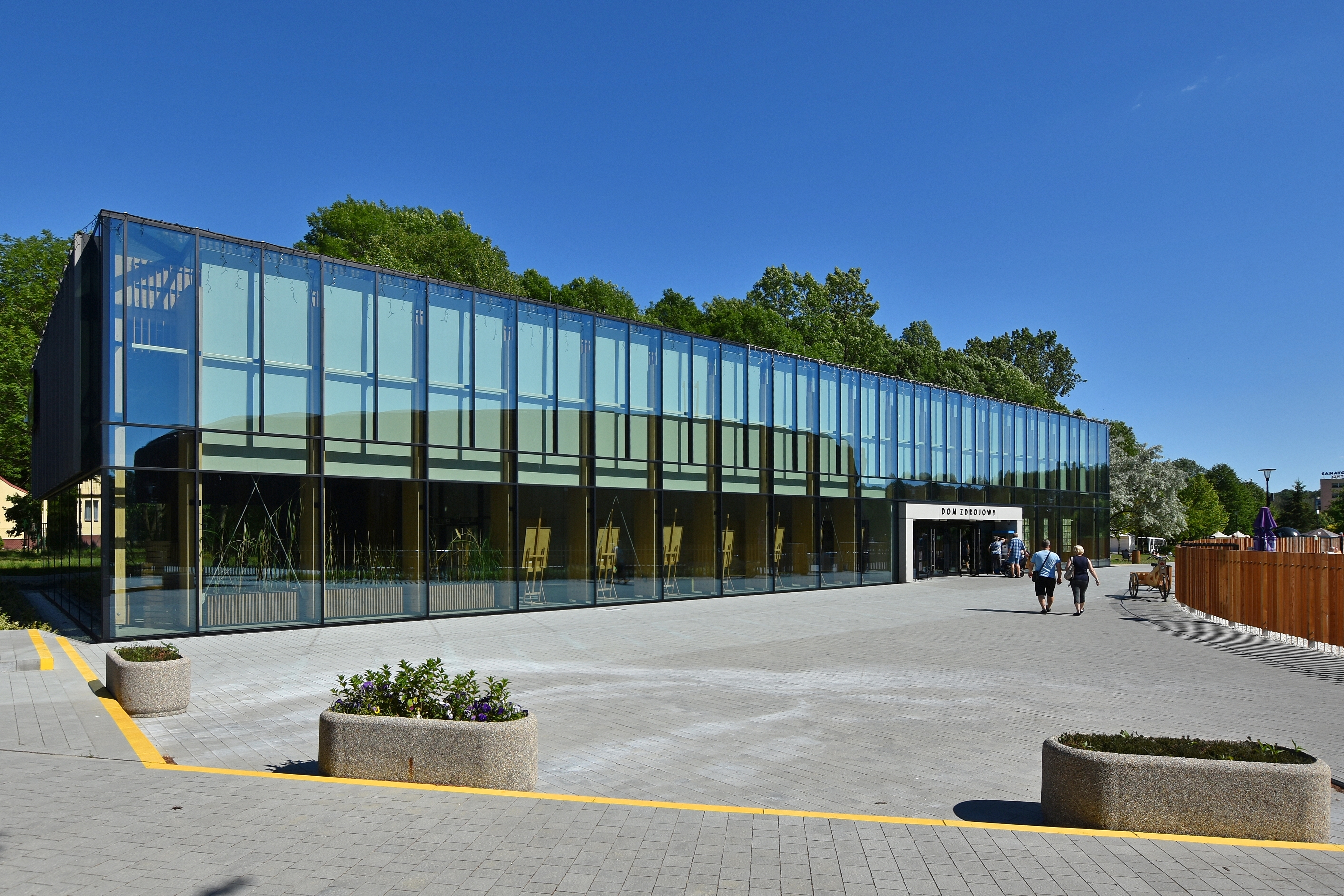
Casa de banhos termais

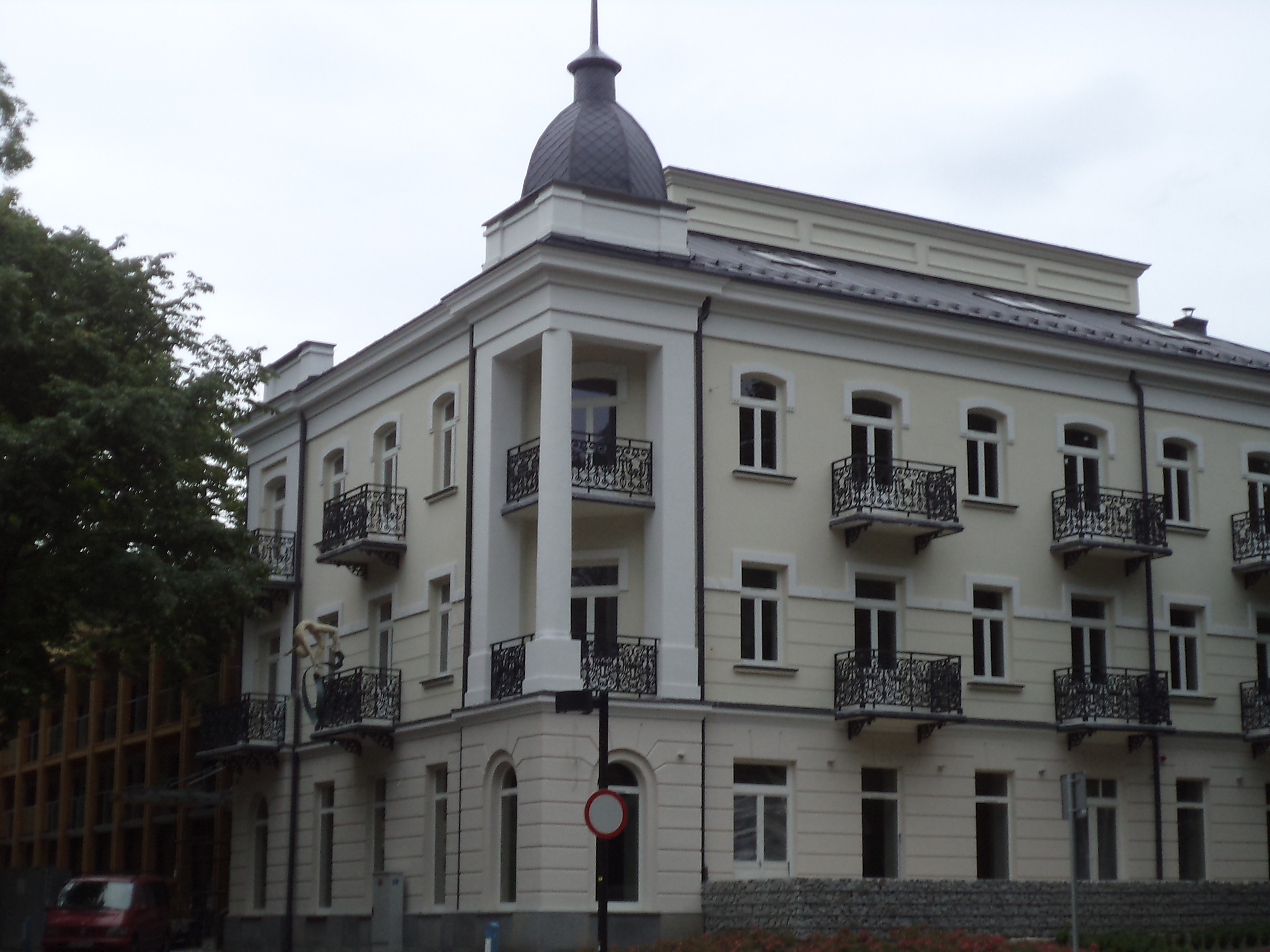
Mansão “Bristol”

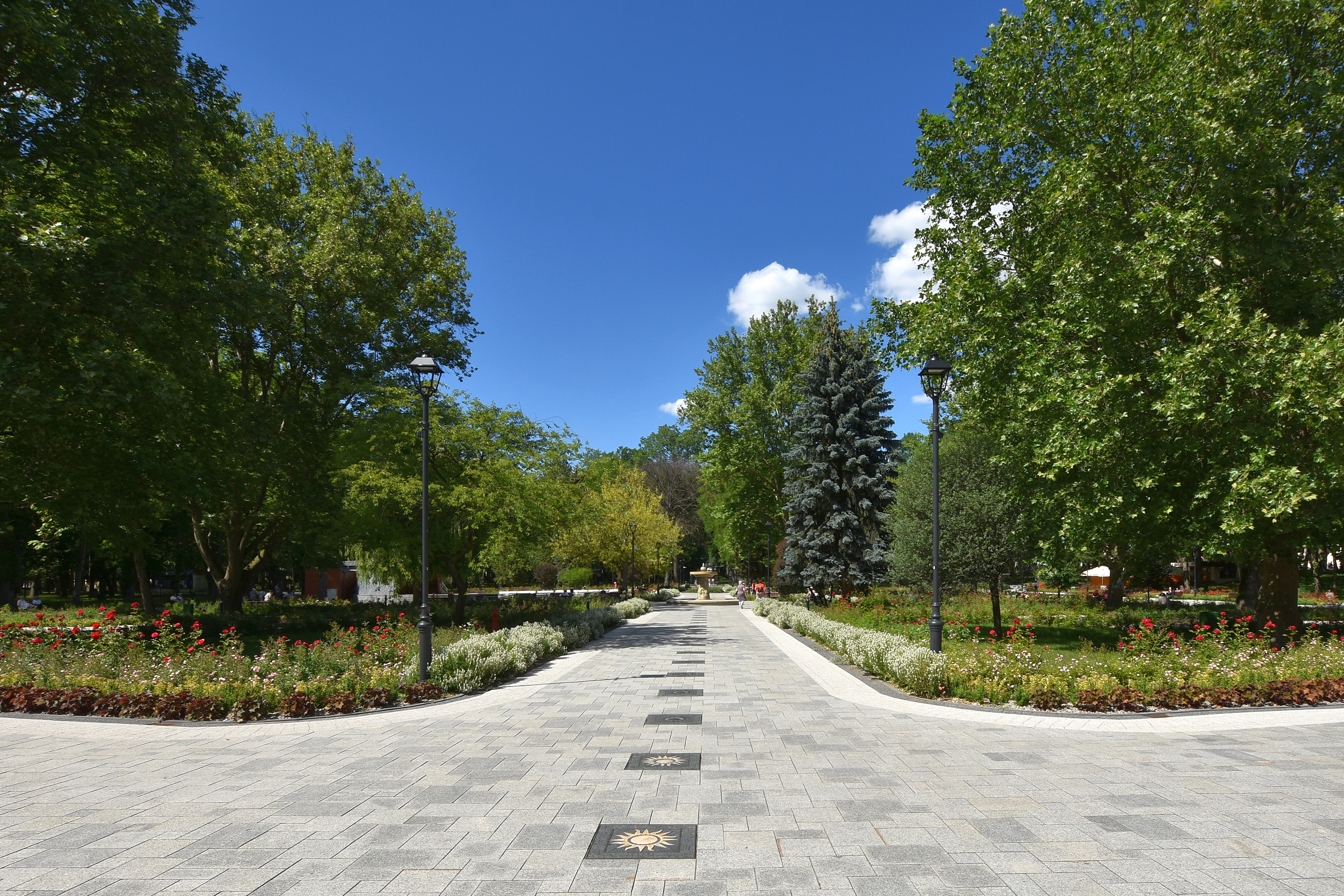
Parque termal

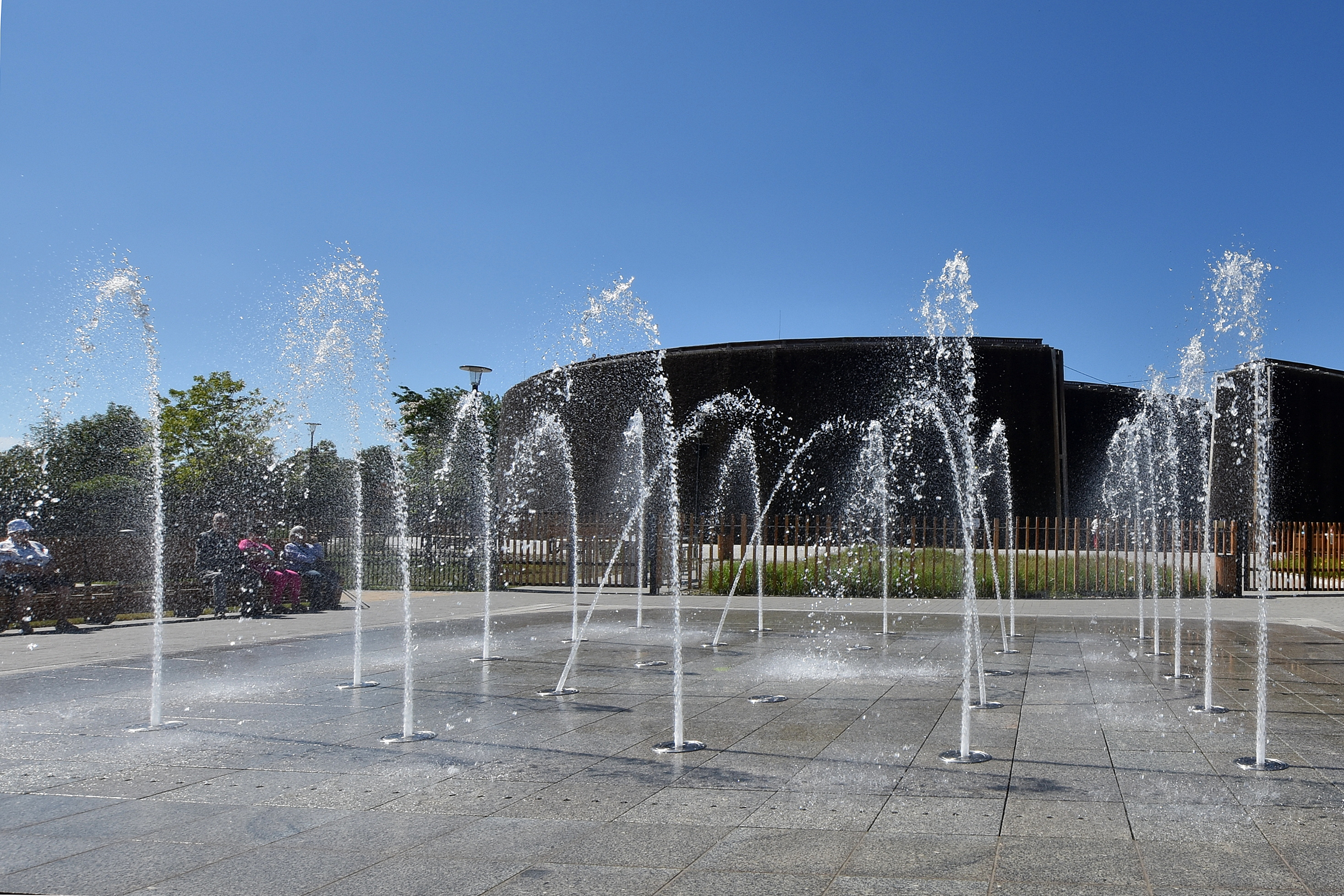
Fonte multimídia

- 1166 — O cavaleiro Dzierżko, do brasão de armas Janina, fundou a primeira igreja no local onde hoje se encontra o templo da Virgem Maria.[5]
- 1166 — A primeira menção a Busko: uma bula pontifícia e uma entrada na crônica da diocese de Cracóvia mencionam o vilarejo “Bugsk” e a igreja.
- 1180–1186 — Dzierżko fundou um mosteiro de freiras norbertinas na igreja,[6] um ramo do convento Witowski, fundado por seu irmão, o bispo de Płock Wit de Chotla.[5][7]
- 1241 - Busko foi destruída pelos tártaros. Provavelmente na batalha de Chmielnik, o cavaleiro Derslaw foi morto e Busko tornou-se propriedade da Ordem Norbertina.
- 1252 — A mais antiga menção às fontes de salmoura de Busko, Boleslau V concedeu imunidade ao tesouro do monastério e renovou o direito concedido por Lesco I, o Branco, de produzir sal a partir das fontes de salmoura locais.
- 1287 — O príncipe Lesco, o Negro, concedeu direitos de cidade ao assentamento e localizou Busko na lei da quarta-feira da Silésia.
- 1347 — Jan, de Busko, tornou-se secretário e, em 1360, sub-chanceler do rei Casimiro, o Grande.
- 1393 — Sob a data de 6 de dezembro, a crônica monástica menciona a visita da rainha Edviges.
- 1395 — Um tribunal de terras se reuniu em Busk.[8]
- 1412 — O rei Ladislau II Jagelão confirmou os direitos da cidade e concedeu o privilégio de mercados semanais e duas feiras por ano nos dias de São Floriano e São Procópio. A exploração da salmoura local foi interrompida.
- 1537 — O rei Sigismundo, o Velho, confirmou os direitos da cidade.
- 1563 — Grande incêndio.
- 1578 — Busko era habitada por 81 artesãos e 13 destiladores, havia 3 barracas, 17 açougues, um balneário municipal e um moinho, e excelentes tecidos eram produzidos na cidade.
- 1590 — Incêndio na igreja da Santíssima Virgem Maria.
- 1595 — O cardeal Jerzy Radziwiłł consagrou o templo reconstruído.
- 1661 — A Grande Epidemia.
- 1699 — Uma nova igreja de São Leonardo, feita de lariço, foi construída no local da antiga.
- 1776 — O comissário do mosteiro norbertino, padre Franciszek Belina Ossowski, iniciou os preparativos para a reexploração das fontes de sal.
- 1780 — Oito poços de salmoura foram explorados, a cidade foi visitada pelo especialista em geologia e mineração Conde Harss.
- 1781–1784 — Johann Philipp von Carosi realizou trabalhos geológicos, cujos resultados foram publicados posteriormente em Leipzig.
- 1783 — Em virtude de um privilégio real, graças à iniciativa de Stanisław Staszic, a Companhia de Sal foi fundada em Busko, que começou a produzir sal em larga escala a partir da salmoura local. Leopold Beust construiu duas torres de graduação de salmoura.
- 11 de março de 1784 — A cidade e as salinas foram visitadas pelo rei Estanislau II Augusto.
- 12 de junho de 1787 — Outra visita do rei Estanislau II Augusto.
- 1795 — Busko foi ocupada pelos austríacos; a produção de sal foi interrompida.
- 1804 — Reconstrução da fachada da igreja da Bem-Aventurada Virgem Maria, equipando-a com um novo altar-mor.
- 1809 — Busko foi incorporada ao Ducado de Varsóvia.
- 1815 — Sob os termos do Congresso de Viena, a cidade passou para a Polônia do Congresso sob anexação russa.
- 1819 — Com a dissolução do monastério norbertino, Busko, como propriedade monástica, passou para o governo da Polônia do Congresso.
- 23 de agosto de 1820 — Um grande incêndio consumiu grande parte da cidade; a propriedade do mosteiro foi arrendada para Feliks Rzewuski.
- 1827 — Busko tinha uma população de 647 habitantes.
- 1828 — As termas foram oficialmente inauguradas; primeira lista de pacientes.
- 1833 — O Dr. Jakub Berends tornou-se o médico das termas, a fonte “Rotunda” foi construída e uma praça para os pacientes foi instalada na praça do mercado. Busko recebeu 1040 visitantes.
- 1 de junho de 1836 — Inauguração dos banhos termais (atualmente o Sanatório “Marconi”).
- 1837 — Por decisão do czar Nicolau I, conforme o projeto do arquiteto Jan Jakub Gay, o Hospital São Nicolau foi construído para os pobres.
- 1852 — Epidemia de cólera.
- 1859 — A cidade tinha uma população de 933 habitantes.
- 1862 — A primeira comunidade judaica foi fundada em Busko.
- 1869 — Como parte das repressões após a Revolta de Janeiro, assim como 337 outras cidades da Polônia do Congresso, Busko foi privada de seus direitos municipais por um decreto czarista e passou a se chamar Busk.[9]
- 1873 — Outra epidemia de cólera.
- 1875 — Após um leilão público, o balneário termal foi arrendado pelo conde Henryk Łubieński
- 1878 — O Dr. Andrzej Dobrzański alugou o balneário por 15 anos.
- 1880 — Busko tinha uma população de 1.585 habitantes, 193 casas, das quais 21 eram de tijolos.
- 12 de maio de 1894 — A usina termal passou para o “Conselho do Tesouro de Águas Minerais em Busko” (até 1914).
- 1915 — Em junho, as autoridades austríacas de ocupação mudaram a sede do escritório distrital de Stopnica para Busko.[9]

Setembro de 1916 — Restauração dos direitos municipais, incorporação da vila de Nadole à cidade.
- 17 de janeiro de 1917 — O Conselho Municipal, composto por 24 conselheiros nomeados pelos austríacos, reuniu-se pela primeira vez.[9] No mesmo dia, o conselho aprovou uma resolução para erguer um monte de Tadeusz Kościuszko na cidade.
- 13 de dezembro de 1918 — Foi realizada a última reunião do Conselho Municipal nomeado pelas autoridades de ocupação austríacas; em 14 de dezembro, o novo Conselho Municipal eleito pelos cidadãos se reuniu pela primeira vez.[9]
- 1918 — Foi fundada a estância termal estatal em Busko; foi iniciada a construção do sanatório “Górka”.
- 1927 — O nome da cidade foi oficialmente alterado de Busk para Busko.[10]
- 9 de setembro de 1939 — Batalha da 22.ª Divisão de Infantaria de Montanha com as tropas alemãs perto de Bronina (200 soldados poloneses foram mortos).
- 1940 — A cidade se tornou a capital da Kreishauptmannschaft Busko.[11]
- 12 de julho de 1944 — Max Peters, vice-chefe da Gestapo local, foi liquidado na Praça do Mercado por um grupo de combate do Exército da Pátria.[12]
- 13 de janeiro de 1945 — Tropas do 33.º Corpo de Infantaria de Guardas do General Nikita Lebiedienko, 5.º Exército de Guardas, Primeira Frente Ucraniana, entraram em Busko[13] (anteriormente capturada temporariamente durante os combates pela cabeça de ponte Baranow-Sandomierski).
- 1952 — A cidade ganhou uma conexão ferroviária.[14]
- 1966 — Primeiro lugar em um concurso para o mais belo balneário termal nacional.
- 9 de maio de 1986 — Inauguração do monumento “Irmandade de Armas” na esquina da rua Waryńskiego com a avenida Mickiewicza, ao lado da Casa da Cultura; projetado por Stefan Maj e Leszek,[15] desmontado e transferido para Bronina em 21 de outubro de 2017.[16][17]
- 1987 — Celebração do 700º aniversário da concessão de direitos municipais.
- 1994 — Primeiro Festival Internacional de Música Krystyna Jamroz.
- 2024 — Lançamento do transporte público.[18]

## Demografia
Conforme os dados do Escritório Central de Estatística da Polônia (GUS) de 31 de dezembro de 2024, Busko-Zdrój é uma cidade pequena com uma população de 14 235 habitantes (7.º lugar na voivodia de Santa Cruz e 298.º na Polônia), tem uma área de 12,3 km² (22.º lugar na voivodia de Santa Cruz e 531.º lugar na Polônia) e uma densidade populacional de 1 159 hab./km² (5.º lugar na voivodia de Santa Cruz e 250.º lugar na Polônia). Entre 2002–2024, o número de habitantes diminuiu 18,6%.
Os habitantes de Busko-Zdrój constituem cerca de 21,08% da população do condado de Busko, constituindo 1,22% da população da voivodia de Santa Cruz.
| Descrição                         | Total      | Total    | Mulheres   | Mulheres | Homens     | Homens   |
| --------------------------------- | ---------- | -------- | ---------- | -------- | ---------- | -------- |
| unidade                           | habitantes | %        | habitantes | %        | habitantes | %        |
| população                         | 14 235     | 100      | 7 694      | 54,0     | 6 541      | 46,0     |
| área                              | 12,3 km²   | 12,3 km² | 12,3 km²   | 12,3 km² | 12,3 km²   | 12,3 km² |
| densidade populacional (hab./km²) | 1 159      | 1 159    | 625,9      | 625,9    | 533,1      | 533,1    |

## Monumentos históricos
Objetos listados no registro de monumentos imóveis:
- Traçado urbano;[23]
- Igreja de madeira do cemitério de São Leonardo de 1699, com o cemitério “antigo” e um muro de tijolos do século XVII reconstruído no século XIX;[24]
- Mosteiro norbertino:[25]
  - Igreja da Imaculada Conceição da Bem-Aventurada Virgem Maria, datada de 1592–1621, reconstruída em 1820,
  - Cemitério da igreja,
  - Mosteiro, atual reitoria da Paróquia da Imaculada Conceição da Bem-Aventurada Virgem Maria, datado de 1720–1730, reconstruído em 1830;
- Sinagoga de 1929, devastada pelos nazistas durante a Segunda Guerra Mundial, transformada em instalações comerciais, rua Partyzantów, 6;[26]
- Complexo das termas:[27]
  - Banhos termais, agora sanatório “Marconi” de 1836,
  - Parque termal de 1833 a 1835,
  - Capela de Santa Ana no parque termal, datada de 1884–1886, ampliada em 1907;[28]
- Casa, rua Bohaterów Warszawy, 4, do século XIX;[29]
- Casa, rua Bohaterów Warszawy, 6, do século XIX;[30]
- Casa, rua 1 Maja, 1-19 (atualmente n.º 39);[31]
- Casa de campo “Bristol”, rua 1 Maja, 1, início do século XX,[32] adquirida e reformada em 2014, agora novamente em uso como hotel;[33]
- Hospital São Nicolau, atual sanatório “Mikołaj”, rua 1 Maja, 3, datado de 1837;[34]
- Mansão “Bagatela Mała”, rua 1 Maja, 15, de madeira, do século XIX;[35]
- Mansão “Oblęgorek”, rua 1 Maja, 19, a partir de 1903;[36]
- Mansão “Zielona”, atual sanatório “Willa Zielona”, rua 1 Maja, 39, originalmente de madeira, reconstruída em 1995;[37][38]
- Mansão “Dersław”, atualmente uma pensão, rua Mickiewicza, 18, de 1911.[39] A construção desse edifício medieval estilizado e acastelado foi iniciada em 1911 pelo então médico do resort de saúde Busko, Wasyl Wasylewicz Jakobs. Ele foi concluído alguns anos depois por Leon Sulimierski. Durante a Primeira Guerra Mundial, em 13 de maio de 1915, após a ofensiva no rio Nida, quando o exército austríaco entrou novamente, o comandante dessas tropas, o general Stanisław Szeptycki, ficou aquartelado ali.
- Casa, praça Zwycięstwa, 10, início do século XX;[40]
- Casa, 27, praça Zwycięstwa, da primeira metade do século XIX.[41]

## Religião

### Catolicismo

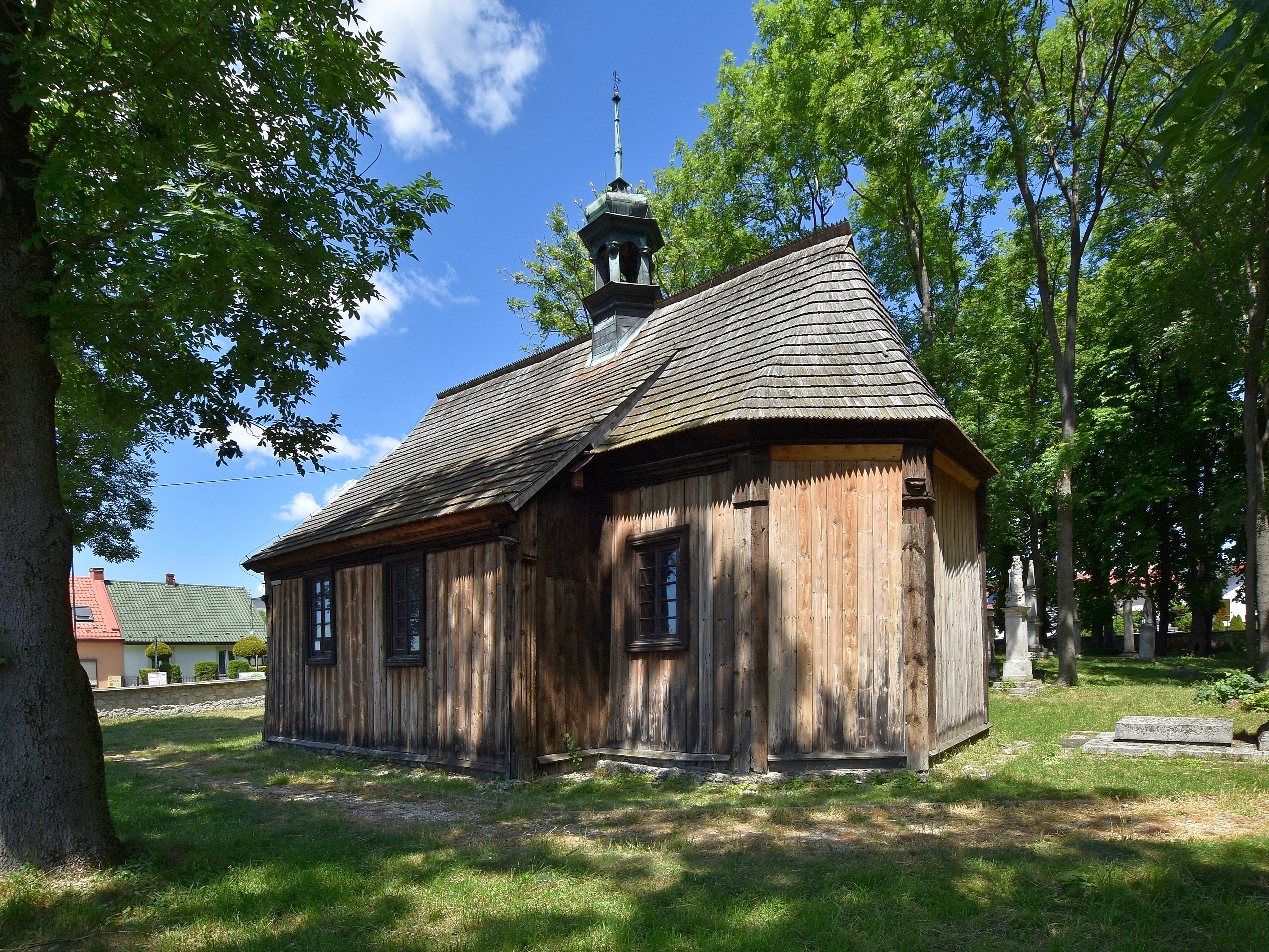
Igreja de madeira de São Leonardo de 1699

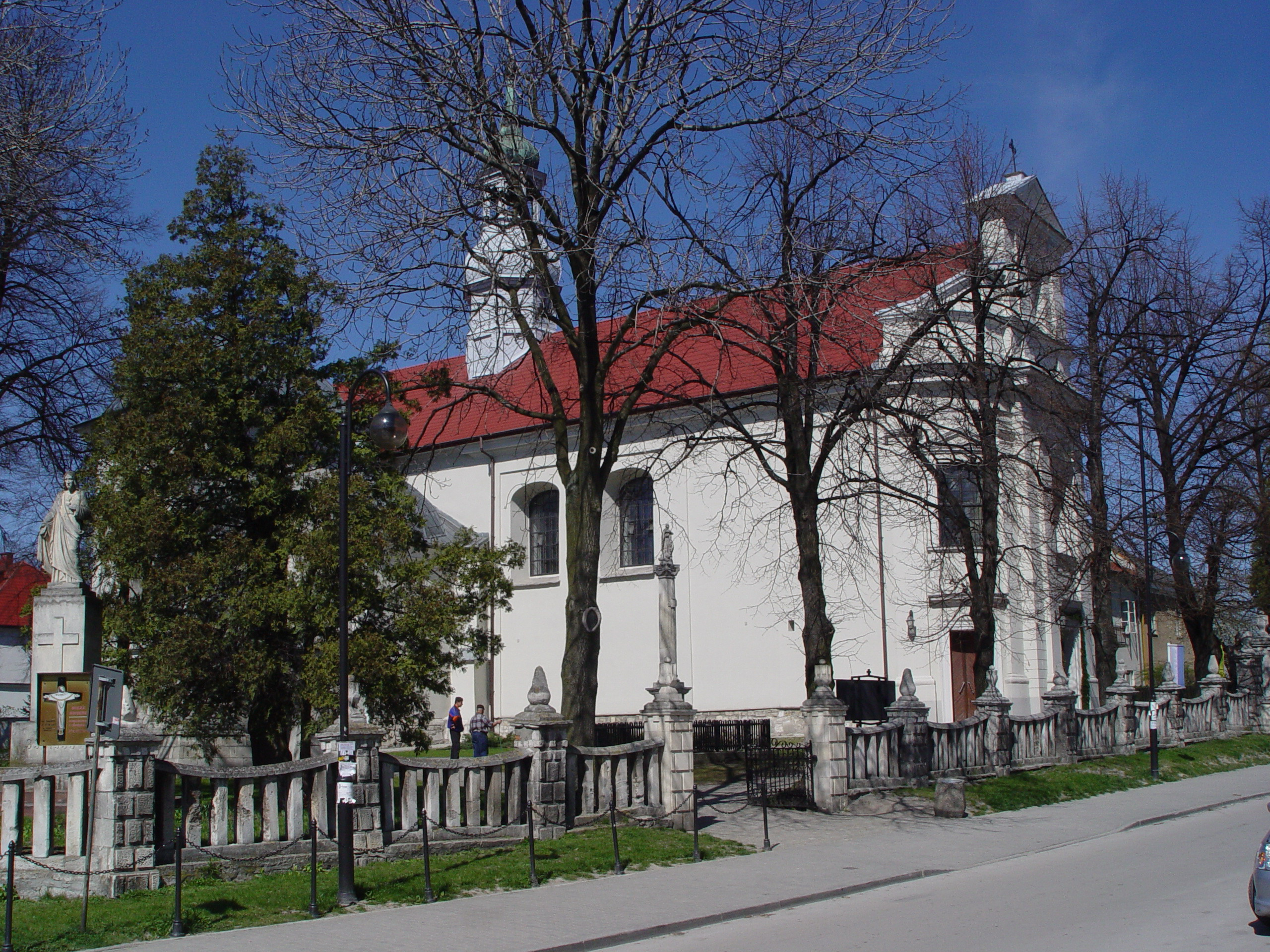
Igreja da Imaculada Conceição da Bem-Aventurada Virgem Maria (1592–1621)

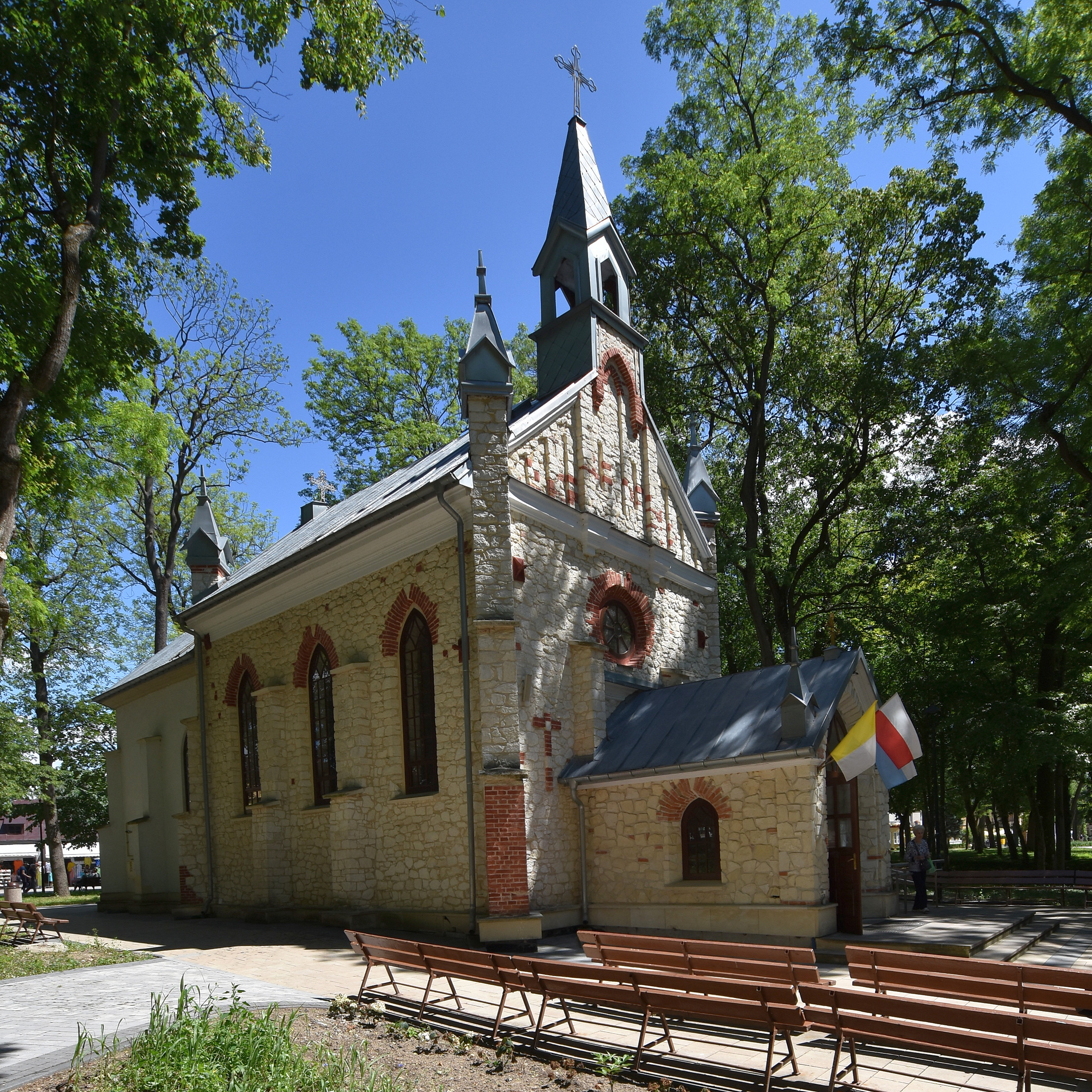
Capela de Santa Ana

- Igreja Católica de Rito Latino — há três paróquias católicas romanas em Busko-Zdrój:
  - Igreja paroquial da Imaculada Conceição da Bem-Aventurada Virgem Maria[42]
  - Igreja de São Leonardo[43]
  - Igreja paroquial de São Irmão Alberto[44]
  - Capela de Santa Ana[45]
  - Igreja de Santo Estanislau, o Bispo, em Chotelk[46]
  - Igreja paroquial de Corpus Christi[47]
- Igreja católica grega:
  - Posto avançado pastoral em Busko-Zdrój, os serviços são realizados na capela da casa paroquial da Igreja Católica Romana de São Irmão Alberto[48]

### Protestantismo
A Igreja Pentecostal, uma comunidade evangélica protestante, é ativa na cidade:
- Igreja em Busko-Zdrój[49]

### Testemunhas de Jeová
A igreja das Testemunhas de Jeová também opera na cidade.

## Transporte

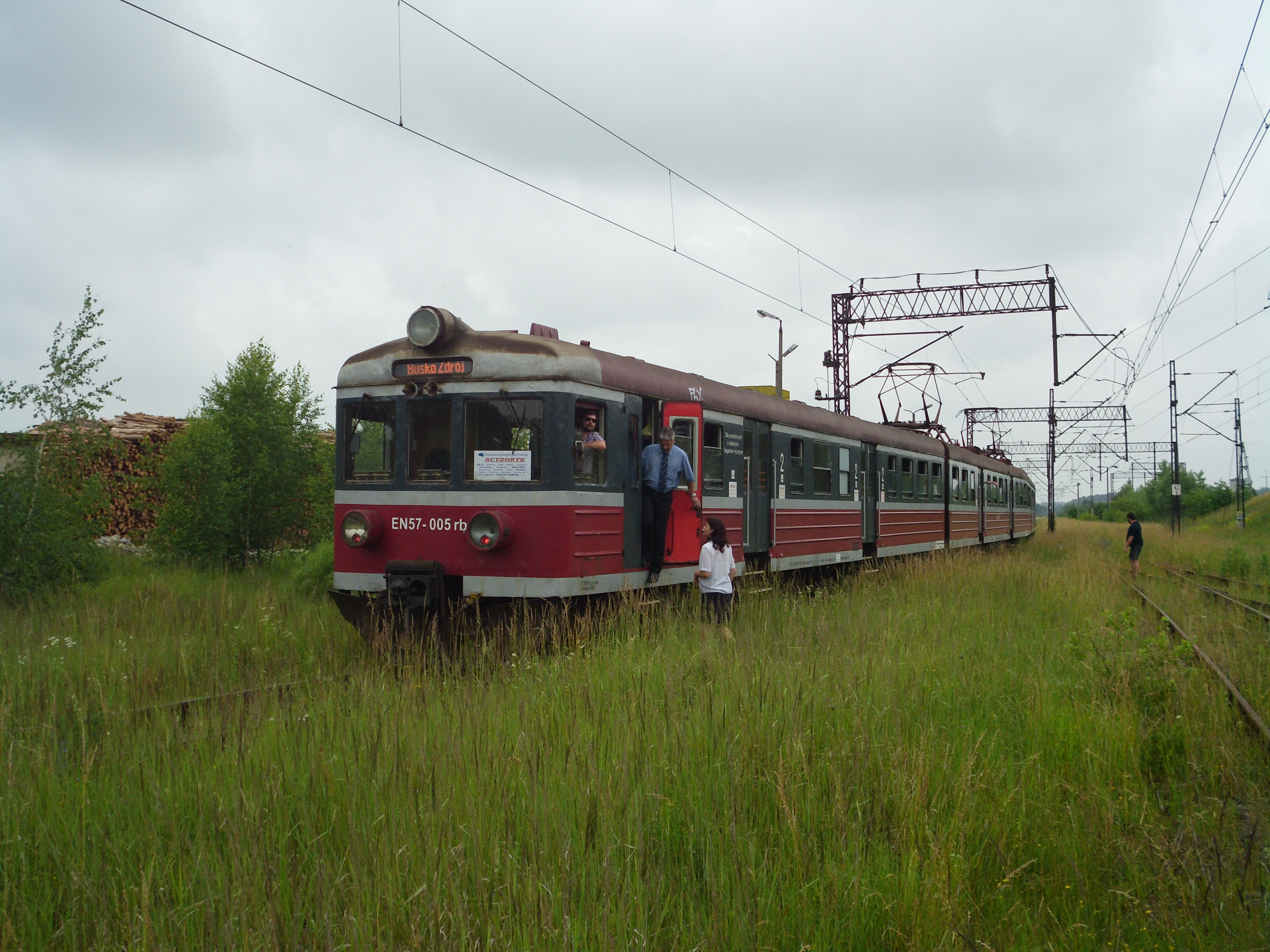
EN57 perto da estação Busko-Zdrój (2012)

### Transporte rodoviário
A  estrada nacional n.º 73 de Wiśniówka a Jasło, com 3,3 km de extensão, e três estradas provinciais passam pela cidade:
- Estrada provincial n.º 767: Busko — Pińczów, com 5,3 km de extensão.
- Estrada provincial n.º 776: Busko — Cracóvia, com 2,7 km de extensão.
- Estrada provincial n.º 973: Busko — Żabno, com 14,4 km de extensão.

### Transporte público
Em 2013, a empresa Estatal de Transporte Automotivo em Busko-Zdrój, que estava em operação há décadas, foi colocada em liquidação por decisão do Ministro da Fazenda do Estado devido à sua situação financeira ruim. A partir de 10 de junho de 2024, duas linhas de transporte público organizadas pela cidade foram lançadas em Busko.

### Transporte ferroviário
Uma linha ferroviária de Kielce concluída em 1953 (eletrificada em 1987) chega às proximidades da cidade; a estação está localizada no vilarejo de Siesławice, no entanto, os últimos trens de passageiros foram retirados da programação já em 12 de dezembro de 2004. Atualmente, apenas os trens de carga chegam à estação de Busko e ao terminal da linha ferroviária n.º 73. O prédio da estação foi alugado e uma discoteca funcionou nele até 2013.
Em 30 de junho de 2018, após uma pausa de 13 anos, os serviços ferroviários de passageiros de Kielce a Busko foram retomados para o período de férias.
Em 27 de junho de 2020, os serviços permanentes de trens de passageiros na rota Kielce-Busko-Kielce foram retomados.

### Transporte aéreo
Os aeroportos internacionais mais próximos são: Aeroporto Internacional de Cracóvia-Balice (aprox. 110 km), Katowice — Pyrzowice (aprox. 160 km) e Varsóvia — Okęcie (220 km). Há um aeroporto esportivo em Masłów, perto de Kielce (50 km). Em Busko, há um aeroporto sanitário no chamado “Łowiski”.

## Termas

### História

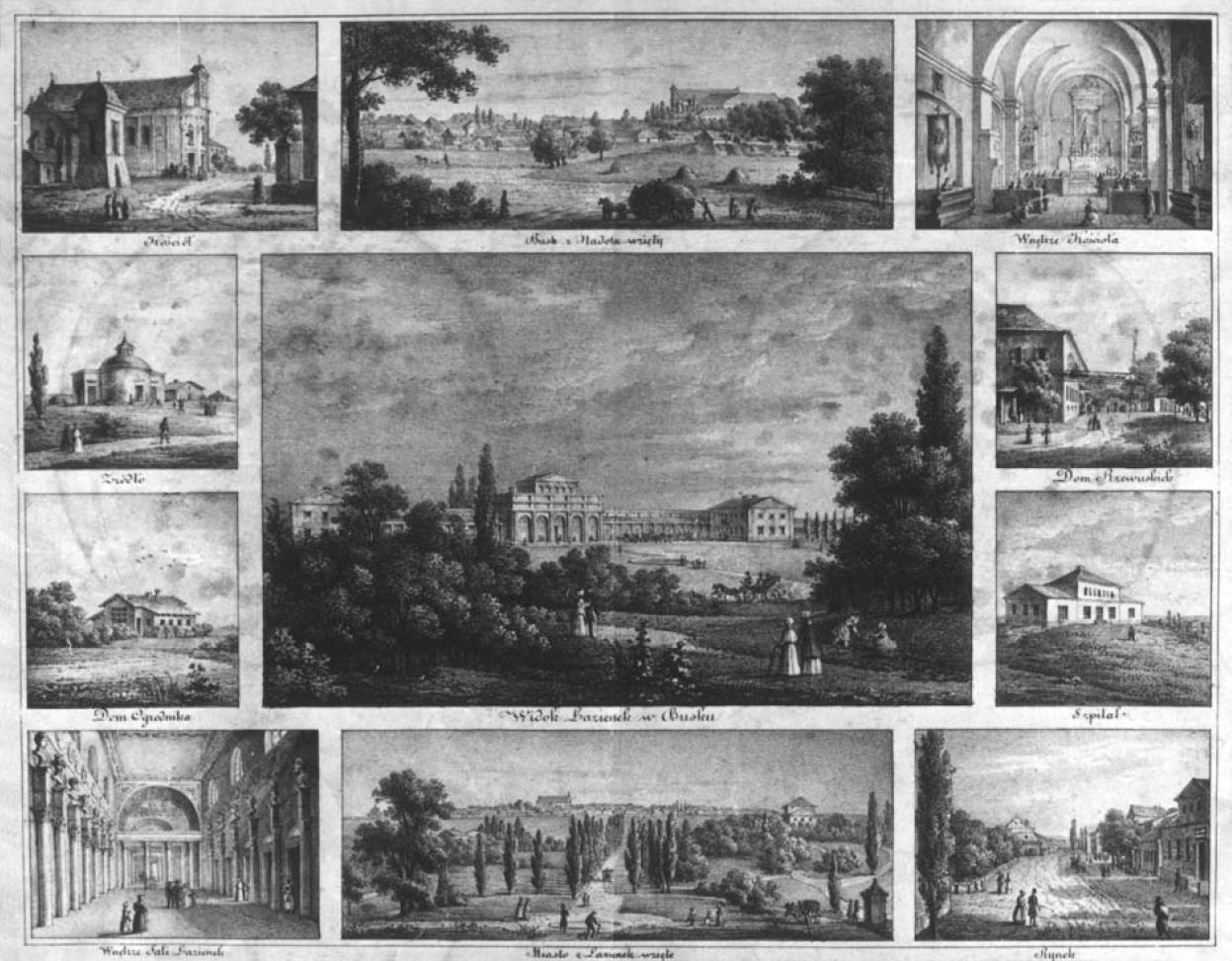
Vistas de Busko — uma coleção de 11 desenhos da Condessa Adela Łubieńska, publicada em 1842

O primeiro documento que menciona a salmoura encontrada em Busko foi o privilégio de Boleslau V em 1252. A primeira pesquisa sobre o uso das águas para cura foi realizada pelo médico de Pińczów, Jan Winterfeld em 1808. Depois que Busko foi arrendada em 1820, Feliks Rzewuski construiu banhos projetados por Henryk Marconi. A cerimônia de inauguração do balneário ocorreu em 1836. A primeira análise completa da água da entrada da Rotunda, a partir de uma amostra coletada em agosto de 1830, foi realizada pelo farmacêutico de Varsóvia Ferdynand Werner. Ele publicou os resultados em 1832.
A perda de seus direitos municipais em 1869 afetou negativamente o desenvolvimento das termas. Foi somente nas décadas de 1880 e 1890, quando o Dr. Aleksander Dobrzański, um médico, tornou-se o locatário, que os bons tempos chegaram e Busko tornou-se um dos balneários mais importantes do país. Em 1890, o número de banhos por temporada ultrapassava 50 mil. Em 1893, o geólogo Aleksander Michalski perfurou e abriu quatro novos poços, o que triplicou a quantidade de água obtida para fins terapêuticos. Em 1897, Franciszek Gervais apresentou uma descrição concisa e factual da dinâmica, das propriedades físicas e da composição química da água das novas captações.

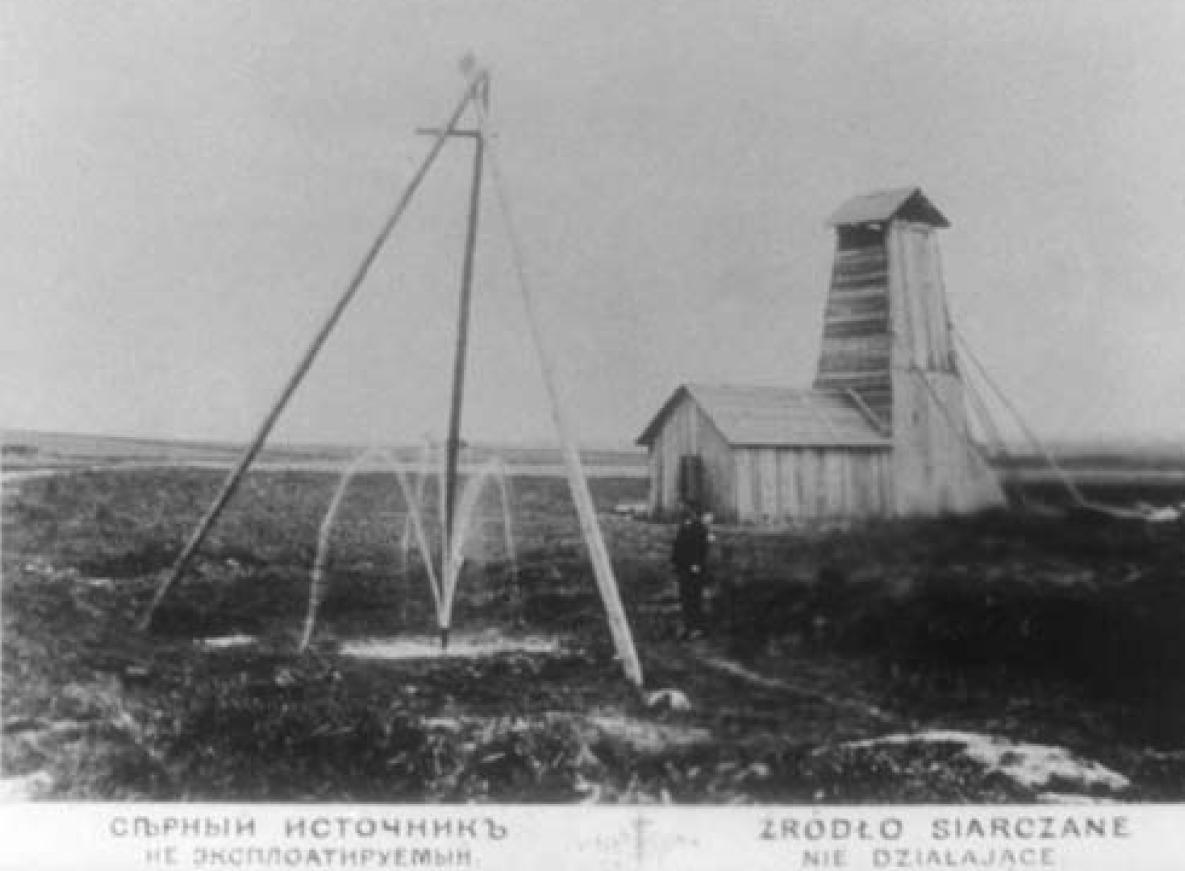
Fonte de sulfato

Após a Primeira Guerra Mundial, os visitantes começaram a chegar novamente. Uma intensa expansão da estância termal ocorreu nos anos entre guerras, entre outros por iniciativa do Dr. Szymon Starkiewicz, que fundou o sanatório infantil “Górka”. Em 1966, Busko ficou em primeiro lugar em um concurso para o mais bela estância termal polonesa. Em 1972, foi inaugurado o maior dos sanatórios, o “Włókniarz”. Em 30 de dezembro de 2008, foi inaugurado a Estância Medicinal “Las Winiarski”, que abastece os sanatórios de Busko com águas sulfurosas de um novo poço em Las Winiarski.

### Estado atual
A zona das termas está localizada na parte sul da cidade, dentro e ao redor do Parque das Termas. A base do sanatório consiste em treze instalações com um total de 2066 vagas para pacientes. Os sanatórios estão sendo modernizados e ampliados continuamente, e novos estão sendo construídos, o que significa que o número de vagas está aumentando constantemente. Aproximadamente um milhão e meio de tratamentos são realizados anualmente, dos quais 800 mil são banhos de sulfeto. Águas sulfurosas, de brometo de iodo e de lama são usadas no tratamento.

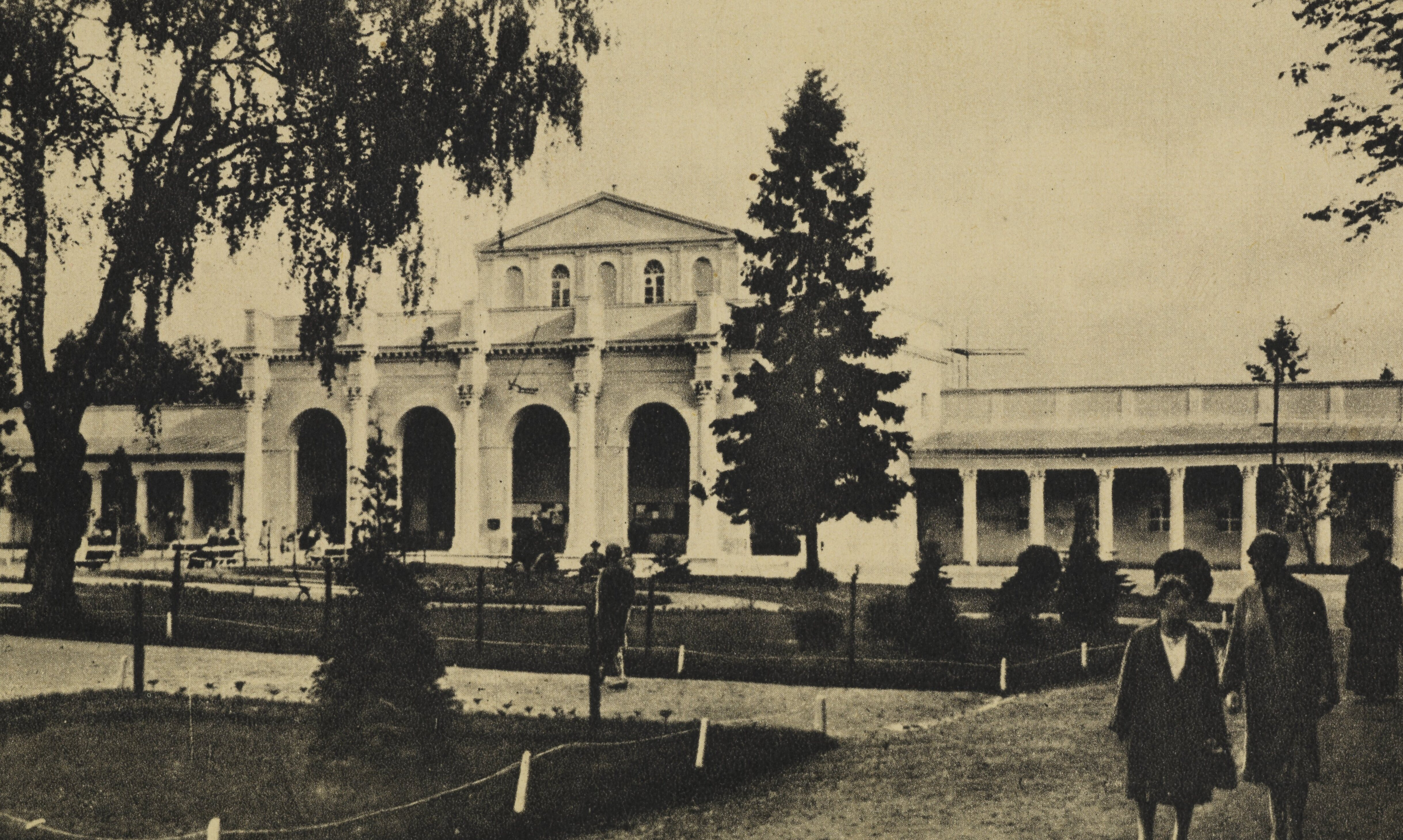
Edifício do estabelecimento balnear, 1935

Há águas minerais na área de Busko-Zdrój com mineralização superior a 1g/dm³. Algumas delas foram reconhecidas como águas terapêuticas. Nessa área, é possível distinguir 4 grupos de águas minerais:
- Águas semidoces que ocorrem em rochas terciárias e localmente calcárias;
- Salmouras em rochas do Jurássico,
- Águas salobras e salinas que ocorrem em rochas calcárias e na parte superior das formações jurássicas.[54]

### Indicações medicinais
As seguintes doenças são tratadas em Busko-Zdrój:
- Reumatismo
- Doenças neurológicas
- Doença cardiovascular
- Dermatopatia
- Ortopedia para crianças e adultos
- Paralisia cerebral

Instalações de sanatório:
- Sanatório termal “Marconi”

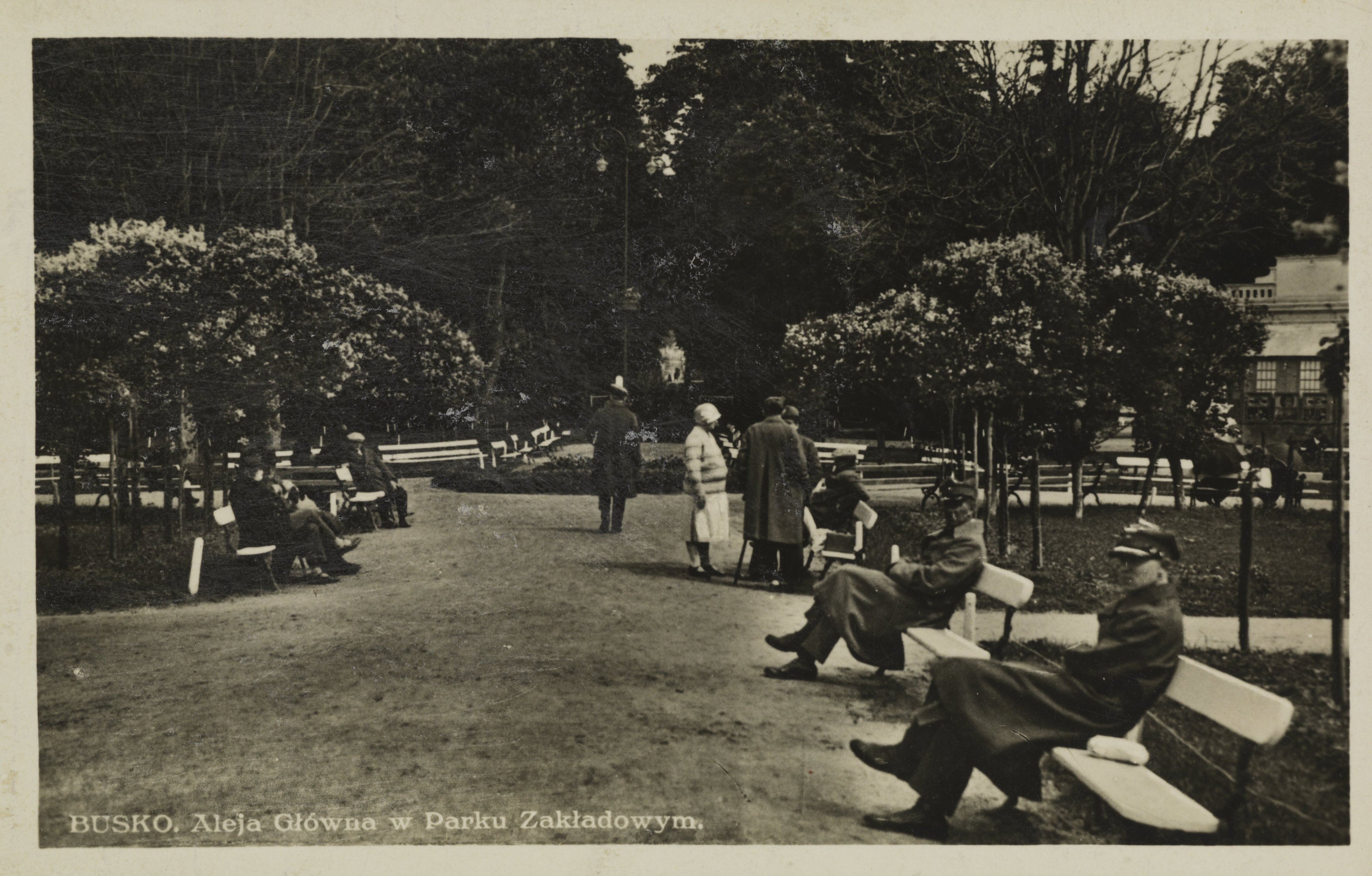
Avenida principal do parque termal, 1929

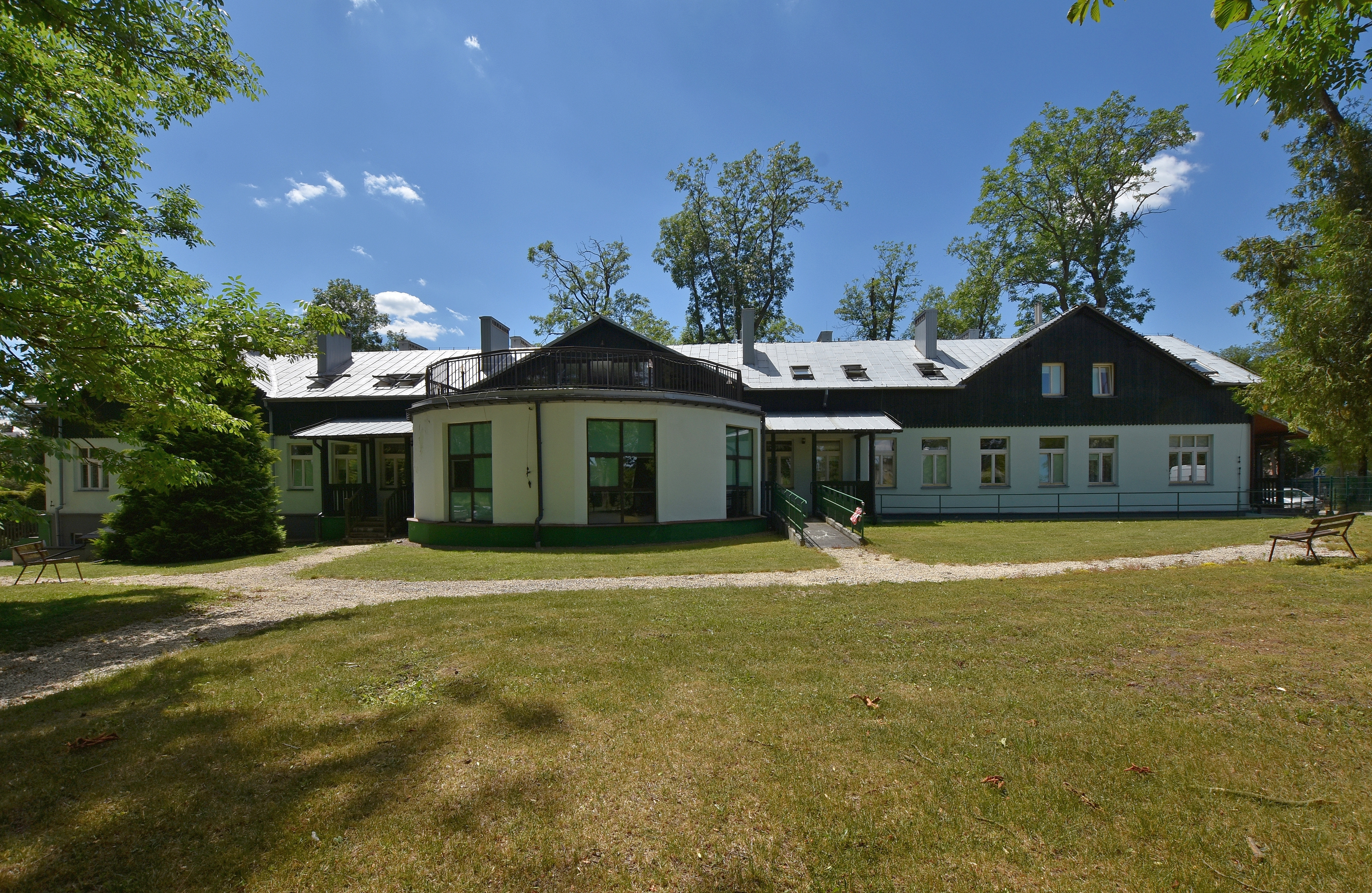
Sanatório "Willa Zielona"

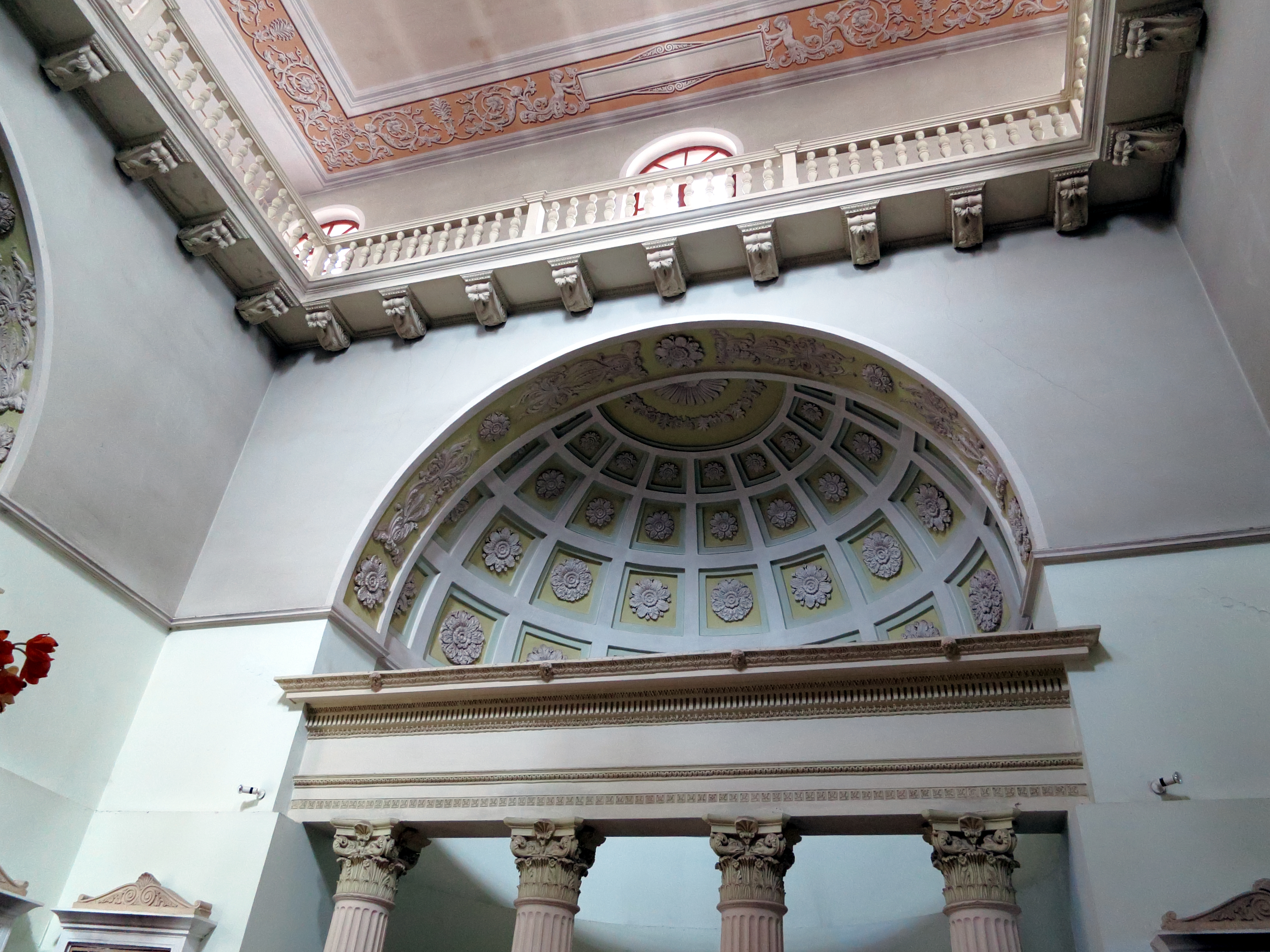
Interior do sanatório Marconi (1836)

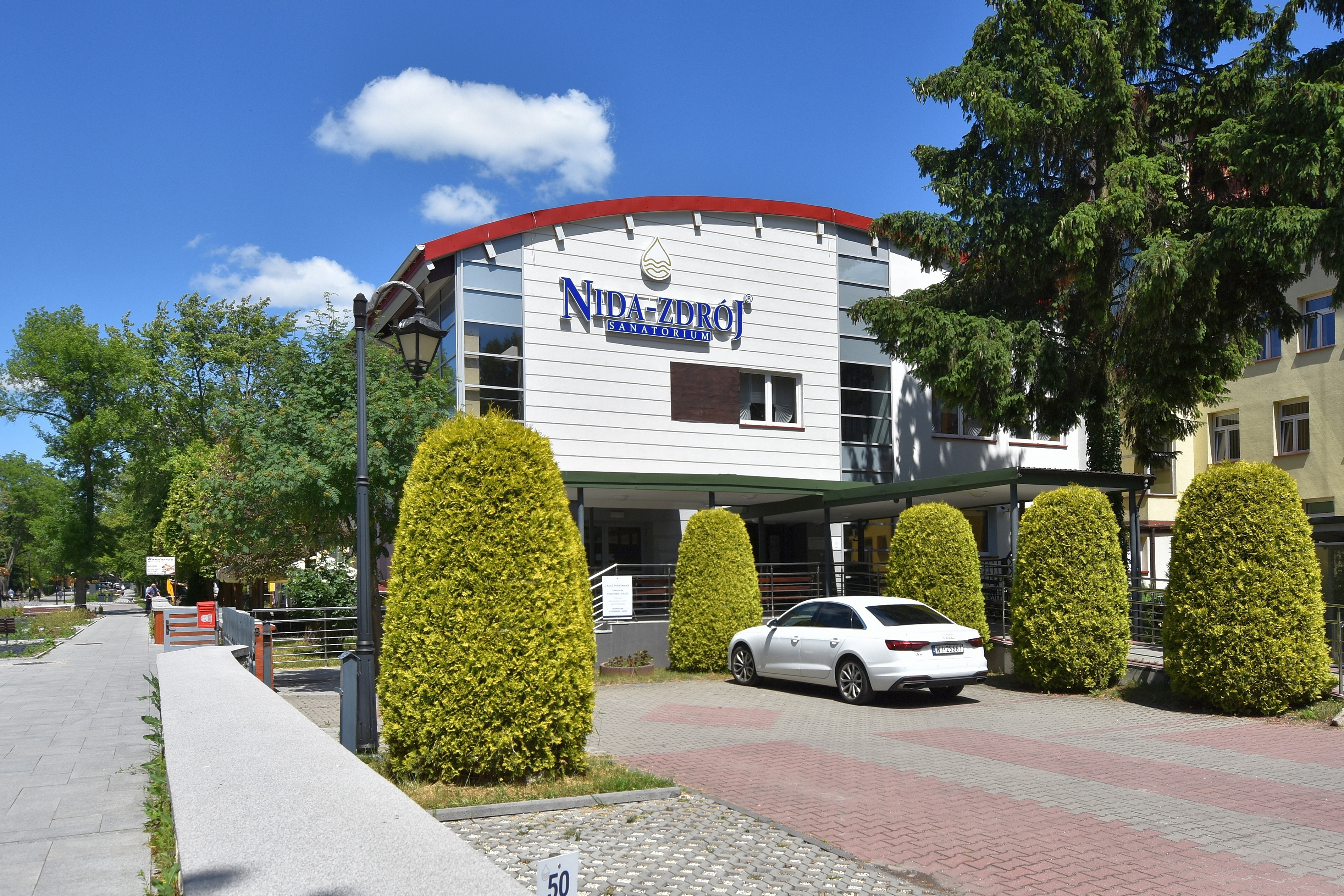
Sanatório "Nida-Zdrój"

  - O edifício “Banhos” está situado no meio do parque termal. Projetado segundo o modelo dos edifícios públicos romanos por Henryk Marconi, foi construído pelo então inquilino de Busko, Feliks Rzewuski. Encomendado em 1836, tornou-se, com o tempo, um marco de Busko. Em seu corpo principal há uma sala de concertos com 170 assentos.
- Sanatório “Włókniarz” (480 leitos localizados em uma área de 6 ha).
- Hospital Termal “Krystyna” (320 leitos)
- Sanatório da estância de saúde “Rafał” (178 vagas)
- Sanatório da estância de saúde “Nida-Zdrój” (190 vagas)
- Sanatório “Willa Zielona” (34 vagas)
- Sanatório “Mikołaj” Estância termal (85 lugares)
- Sanatório “Bristol” (57 vagas)
- Sanatório “Oblęgorek” (50 vagas)
- Sanatório FWP “Przystań”
- Estância de saúde Sanatório “Słowacki” SPA
- Sanatório “Zbyszko” (60 lugares)
- Sanatório “Stefan” (60 lugares)
- Sanatório “Astoria” (58 vagas)
- Hospital Infantil de Reabilitação Complexa “Górka” (164 vagas)
- Hospital Militar de Reabilitação e Tratamento Termal (320 vagas)

Instalações hoteleiras:
- Słoneczny Zdrój Hotel Medical Spa&Wellness (****) – hotel-sanatório (120 quartos), inaugurado em 2013.[56]
- Hotel spa Pod Świerkiem (50 leitos)
- Hotel Gromada
- Hotel Słowacki Piscinas Minerais

Pensões:
- Sanato (***) – construído em 1929 pelo casal Irena, nascida Foltańska, Budzyńska e Dr. Eugeniusz Budzyński, um médico de termas em Busko, foi durante anos uma das mais modernas instalações de termas da cidade. Apreendido pelo Ministério da Segurança Pública da Polônia em 1950, serviu como sanatório do Ministério do Interior e Administração até 1990. Em 1990, o herdeiro solicitou a devolução da casa de hóspedes saqueada e recuperou o prédio devastado. A pousada Sanato restaurada recebeu seus primeiros hóspedes em 17 de novembro de 1996.[57]
- Castelo de Dersława (***) — uma pousada com restaurante, localizada na rua principal da cidade, a Avenida Mickiewicza.

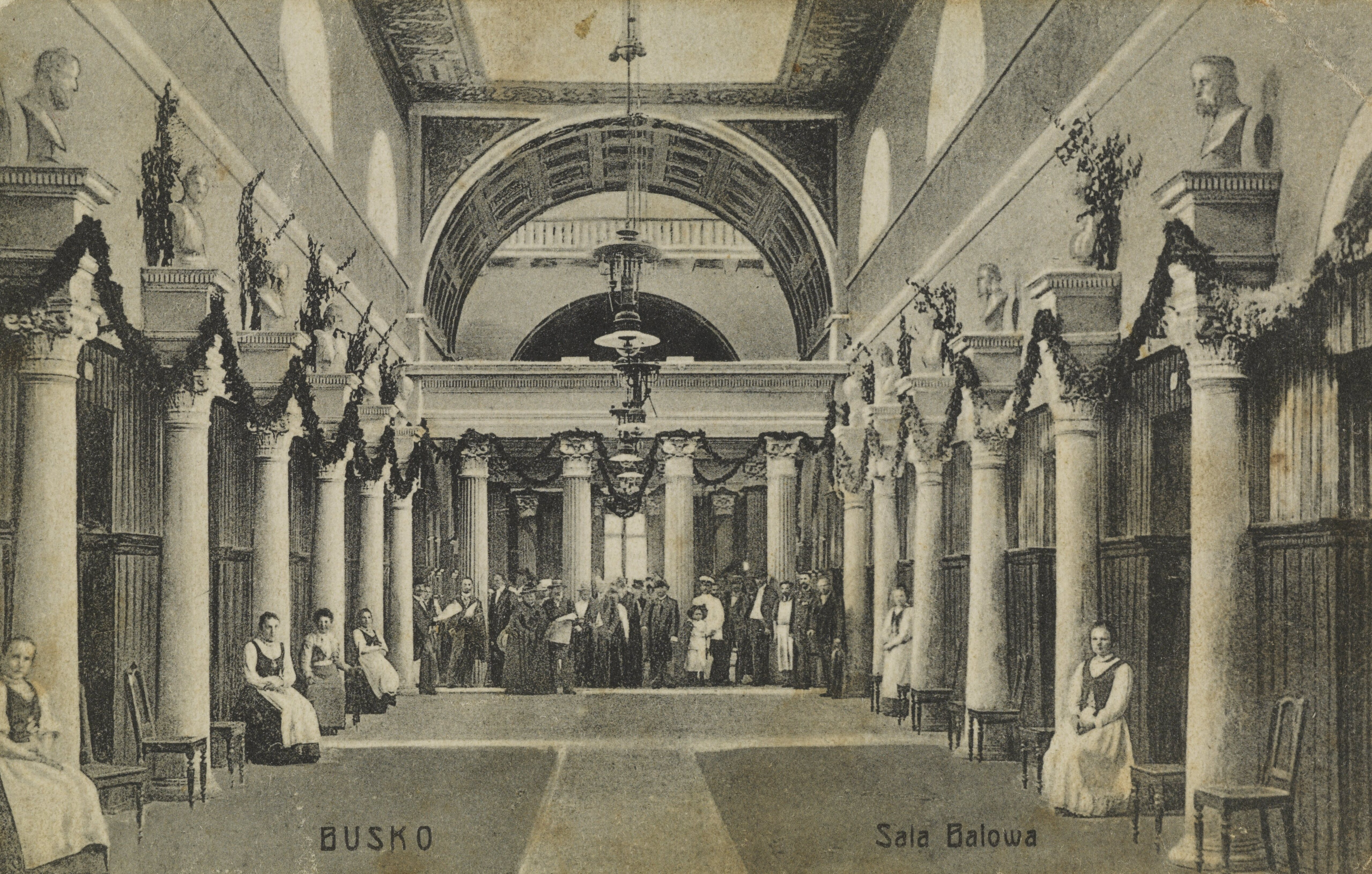
Salão de baile, 1907

Busko produz a água mineral Buskowianka desde 1960.

### Parque termal
Fundado no século XIX pelo jardineiro Ignacy Hanusz, o Parque Termal foi projetado por Henryk Marconi. Ele é dividido em três partes:
- Jardim cercado de 16 hectares com o Sanatório Marconi e uma fonte no centro.
- Avenida Mickiewicz, um calçadão de 850 metros de comprimento com duas fileiras de árvores (principalmente castanheiras), que liga o jardim łazienkowski à praça do mercado. É uma avenida representativa da cidade, abrigando, entre outros, a prefeitura, o escritório distrital, a polícia, o centro cultural, a galeria “Green”, três escolas secundárias e uma escola primária.
- Praça da Vitória, com uma área de 0,7 ha e uma fonte no centro.

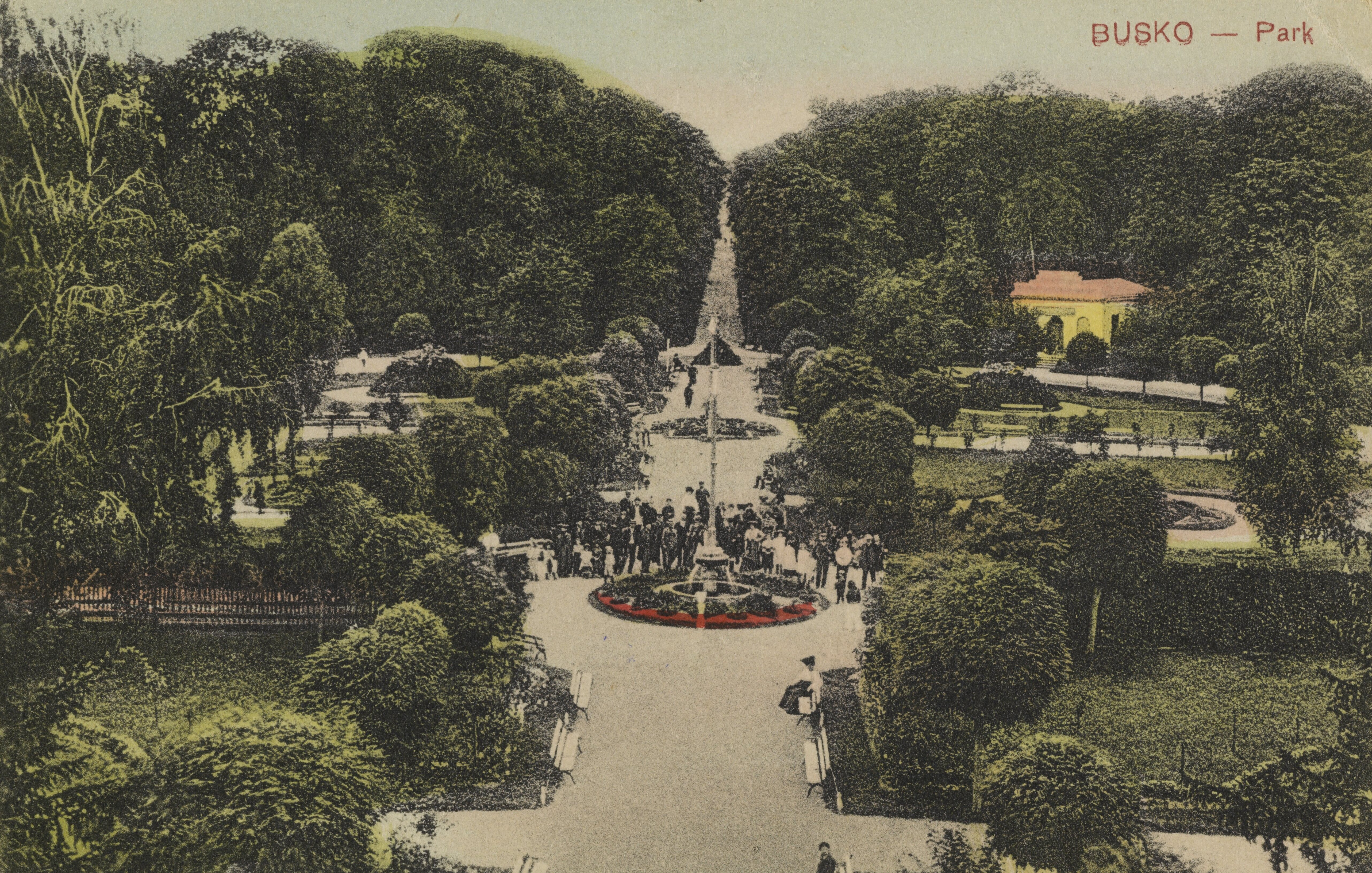
Parque antes de 1918

Perto do Sanatório “Marconi”, há uma concha acústica para concertos; no beco em frente, há a Promenade das Estrelas (semelhante à Calçada da Fama de Hollywood), onde Krystyna Jamroz, Krzysztof Penderecki, Wiesław Ochman (2008) e Bogusław Kaczyński (2008), que estão associados ao festival e à música clássica, têm seus guarda-sóis.
Na parte noroeste do antigo parque, onde ficavam o prédio da fazenda do jardineiro e a orangerie, projetados por Marconi, há agora um prédio, reconstruído em 1982, cujo corpo é uma cópia do prédio original. É coloquialmente conhecido como “Imosowka”, em homenagem ao jardineiro da cidade, Tadeusz Imosa (pai de Andrzej Imosa), que cultivou e viveu lá de 1955 a 1970. O local abriga um restaurante-clube musical chamado “Imosówka”.
Das mais de 4500 árvores, das quais aproximadamente 12% têm mais de 100 anos, as mais numerosas no parque são o bordo-comum, o freixo, o sicômoro, o bordo-do-campo, o cárpino-comum, a acácia-robinia, a tília-de-folhas-pequenas, o castanheiro-da-índia e o olmo-pedunculado (Ulmus laevis). Também é possível encontrar o vidoeiro-branco, o lariço-europeu e a cerejeira-comum. Particularmente valiosos são o bordo-do-Canadá (Gymnocladus dioicus), o plátano-de-folhas-de-bordo, o castanheiro-amarelo (Aesculus flava) e a Catalpa bignonioides.
O Parque Termal foi recentemente ampliado. Em sua parte oeste, foi construída a segunda maior torre de graduação de salmoura da Polônia, uma casa termal com uma sala de bombas e uma fonte multimídia. A parte antiga do Parque Termal foi recuperada. O projeto arquitetônico e paisagístico original da década de 1960 foi restaurado. Entre 2014 e 2020, o projeto foi cofinanciado pelo Fundo Europeu de Desenvolvimento Regional.

## Assistência médica
- Equipe de saúde pública independente em Busko-Zdrój, ZOZ — Hospital Distrital
- Complexo público independente de atenção primária à saúde, SPZPOZ em Busko-Zdrój,
- Centro de Resgate Médico e Transporte Sanitário de Świętokrzyskie em Kielce — Serviço de Ambulância em Busko-Zdrój,
- Estância de saúde de Busko-Zdrój,
- XXI Hospital Militar de Reabilitação,
- Hospital de Reabilitação “Krystyna”,
- Hospital Infantil “Górka”,
- Hospício da Beata Madre Teresa em Busko-Zdrój.

## Administração judiciária
Há um tribunal distrital na cidade, subordinado ao Tribunal Distrital de Kielce. Em 2013, foram criadas divisões locais com sedes em Kazimierza Wielka e Pińczów.

## Educação
Escolas primárias:

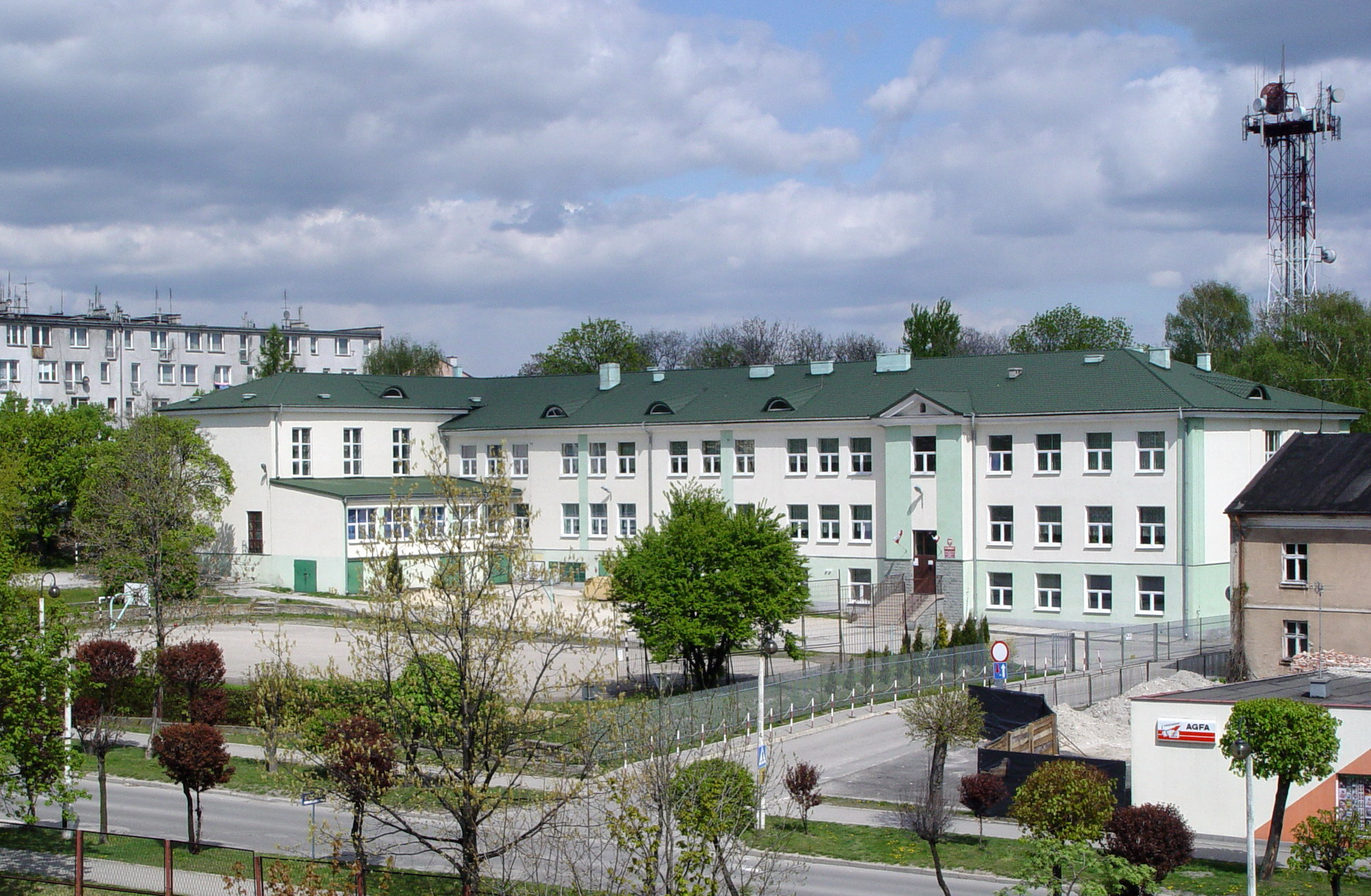
Escola primária n.º 1 Stanislaw Staszic

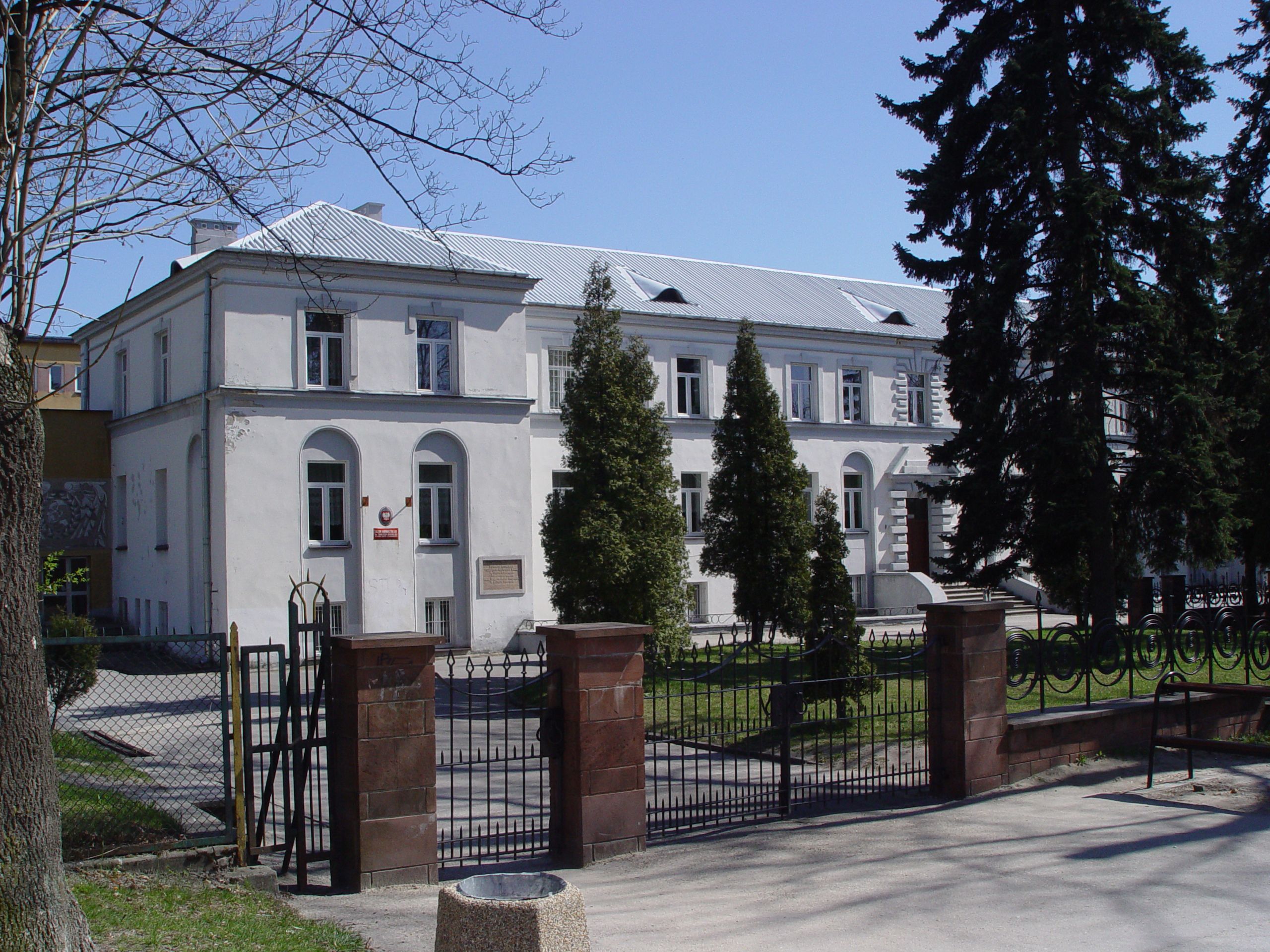
Escola de ensino médio T. Kosciuszko

- Escola primária n.º 1 Stanislaw Staszic[61]
- Escola primária n.º 2 Janusz Korczak[62] (até 2009 com o nome de Hanka Sawicka)
- Escola primária n.º 3 Aleksander Krzyżanowski “Wilk”[63]
- Escola primária em Dobrowo[64]
- Escola primária Kornel Makuszyński em Siesławice[65]
- Escola primária João Paulo II em Zbludowice[66]
- Escola primária Batalionów Chłopskich em Kołaczkowice[67]
- Escola de música Krzysztof Penderecki de primeiro grau[68]
- Primeira escola primária particular.[69]

Escolas secundárias:
- Escola secundária Tadeusz Kościuszko, avenida Mickiewicza, 13[70]
- Complexo de Escolas Técnicas e Integrais Kazimierz Wielki[71]
- Complexo de Escolas Técnicas e de Informação Kazimierz Wielki[72]
- Complexo de escolas secundárias Mikołaj Kopernik[73]
- Centro de treinamento vocacional ZDZ[74]

Escolas de nível superior:
- Estudo vocacional pós-secundário ZDZ[75]
- Faculdade de Medicina Profissionalizante[76]

Educação especial:
- Escola especial e centro educacional para deficientes físicos[77]
- Escola primária especial “Górka”[78]

## Cultura

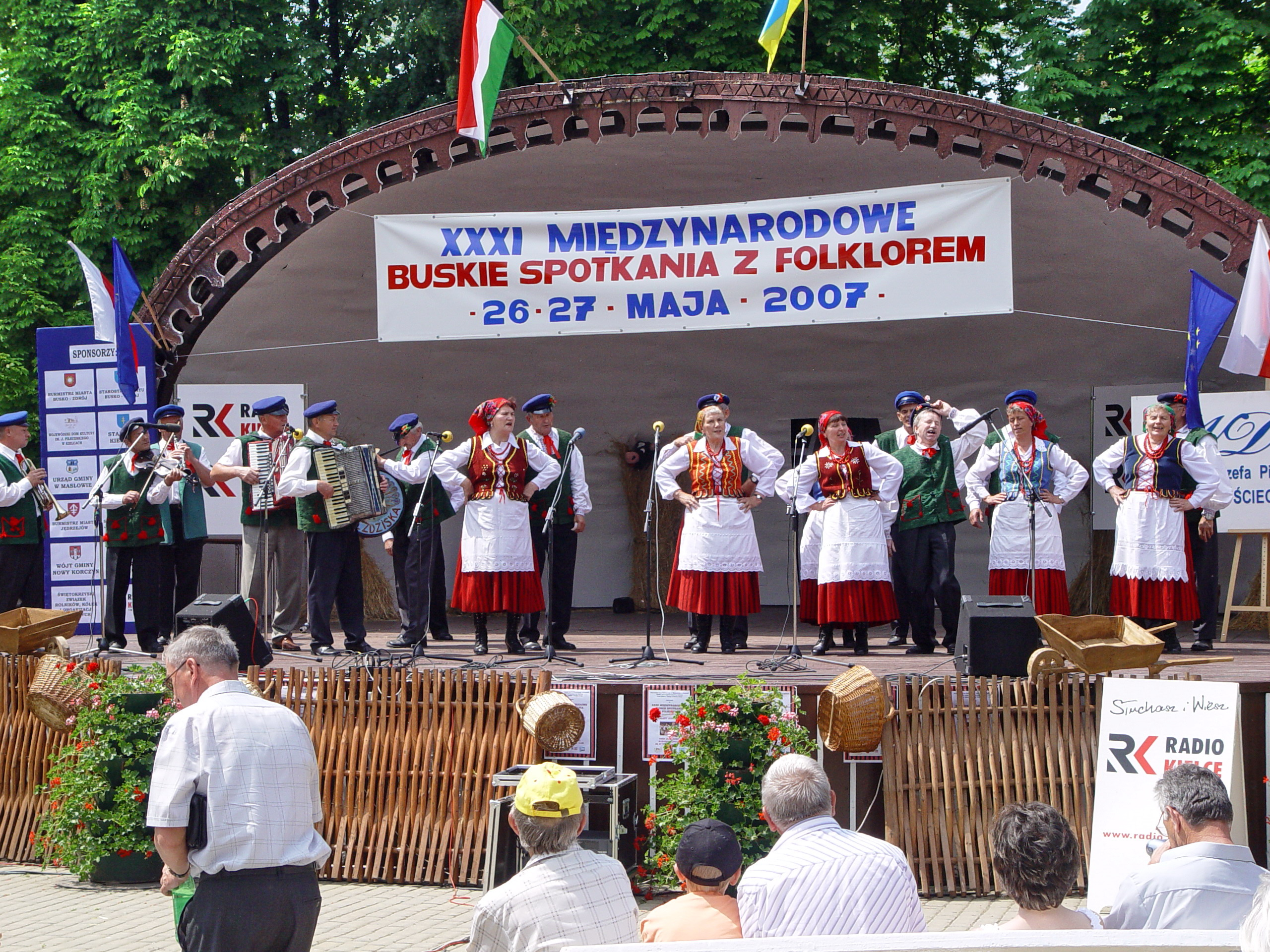
XXXI Festival Internacional de Música Folclórica de Busko, 2007

O Centro Cultural do Governo Local de Busko abriga três conjuntos vocais e musicais juvenis, uma banda de metais, o quarteto instrumental “Zdrojowy”, um grupo de recitação, um círculo de arte infantil, um clube de fotografia, um clube infantil e um clube de artistas amadores. O mesmo prédio abriga o cinema “Zdrój”, bem como a Escola Primária de Música Krzysztof Penderecki.
Eventos culturais regulares em Busko-Zdrój:
- Festival Internacional de Música Folclórica de Busko (maio)
- Feira de São Floriano (maio)
- Resenha de canções de toda a Polônia Wojtek Belon “Estou procurando, preciso procurar...”[79] (maio/junho)
- Festival Internacional de Música Krystyna Jamroz[80] (junho/julho)
- Verão com Chopin[81] (julho)
- Dias de Busko-Zdrój (agosto/setembro)
- Jornadas de Busko Gospel (outubro)
- Revista Provincial de Poesia e Canção da Legião, do Soldado e do Partidário (novembro)
- Revista de arte “Ponidzie” (novembro)

Galeria de Arte e Museu da Terra
Na primavera de 2023, uma nova galeria de arte foi criada na Mansão “Zielona”, que abriga principalmente exposições temporárias. Além da galeria, o Museu da Terra de Busko foi inaugurado no mesmo edifício amplamente reformado, onde é realizado exposições para contar a rica história da cidade termal.

### Meios de comunicação
A editora Tygodnik Ponidzia tem sede em Busko-Zdrój, em cujas páginas a equipe editorial publica informações sobre os seguintes municípios: Busko-Zdrój, Gnojno, Nowy Korczyn, Pacanów, Solec-Zdrój, Stopnica, Wiślica, Kazimierza Wielka, Opatowiec, Bejsce, Skalbmierz, Pińczów, Działoszyce, Michałów, Złota e a cidade de Chmielnik. Os textos, paralelamente à versão impressa, são publicados em formato eletrônico no site tygodnikponidzia.pl.
As informações locais são publicadas on-line pelo portal busko.com.pl, bem como pelo portal busko.pl. Desde agosto de 2018, o serviço on-line infobusko.pl também está ativo na área de informações. Em 2023, foi criado o portal halobusko.pl.
Uma estação de rádio local, Twoje Radio Busko, transmitindo em 1584 kHz AM (onda média), operou em Busko-Zdrój de 15 de novembro de 2006 a 12 de novembro de 2015; além disso, uma estação de TV local pela internet, Telewizja Ponidzie, transmite.
No início de 2020, foi lançado o portal busko.pl, que contém informações para os residentes, mas também para os turistas. Busko-Zdrój tem seu próprio aplicativo móvel Atrakcje busko.

## Esporte, lazer, turismo

### Esporte e lazer
Busko-Zdrój é o lar do clube de futebol da IV Liga AKS 1947 Busko Zdrój, que tem um estádio de 1143 lugares com uma pista de atletismo e um campo de tamanho normal. Ao lado do estádio há um ginásio de esportes capaz de sediar competições internacionais de handebol, voleibol, basquetebol e futsal com um público de até 500 pessoas.
O Memorial de Ciclismo Andrzej Imosa é realizado em Busko-Zdrój toda primavera.
Os habitantes têm à sua disposição um parque de skate e várias academias e campos ao ar livre, inclusive em todas as instituições educacionais, quadras de tênis no Parque Zdrojowy, campos de areia no parque de skate, o estádio municipal com toda a sua infraestrutura, 21 km de ciclovias e o reservatório de retenção e recreação de Radzanów. No inverno, as crianças descem de trenó em uma pequena colina localizada na Avenida Mickiewicza, chamada de “Byczok” pelos habitantes locais.
Há seis piscinas cobertas na cidade:
- Piscina Municipal Stefan Komenda, no centro da cidade, inaugurada em 2001, com um tubo de 65 metros de comprimento.
- Duas piscinas nas instalações do sanatório “Włókniarz” e “Krystyna”.
- Piscinas termais no Słowacki Medical & Spa.
- Piscina do Hotel Słoneczny Zdrój
- Duas piscinas no 21.º Hospital Militar de Reabilitação e Termas, complexo de sauna: finlandesa, banho de vapor, sauna de infravermelhos.

Um skatepark está localizado entre os conjuntos habitacionais Kościuszki e Pulaski, além de parques infantis, campos de areia para vôlei e handebol. A área de recreação foi ampliada com uma mini pista de corrida e instalações sanitárias.
Além das instalações da Piscina Municipal, o Centro Esportivo e Recreativo de Busko também inclui o Estádio Municipal (reconstruído e modernizado entre 2017 e 2020), áreas recreativas entre os conjuntos Kościuszki e Pulaski, o reservatório de retenção e recreação de Radzanów e os campos de Orlik. Até recentemente, havia uma piscina externa no Parque Termal. Dois quilômetros ao sul de Busko, há um reservatório público de retenção e recreação em Radzanów, com uma área de 23 ha.
Nas proximidades do Hospital Infantil Górka fica o centro de hipoterapia e equitação Hipoland. Um moderno pavilhão esportivo, de padrão europeu, foi inaugurado em 2006. Em abril de 2021, foi inaugurada a segunda maior torre de graduação de salmoura da Polônia. A instalação está localizada na nova parte do Parque Termal.
Busko-Zdrój tem 21 quilômetros de ciclovias localizadas principalmente em Las Winiarski.

### Turismo
Três trilhas de caminhada:
- Trilha de caminhada vermelha de Busk a Solec-Zdrój 27 km
- Trilha de caminhada verde de Busko a Wiślica 90 km
- Trilha de caminhada azul de Pińczów a Wiślica 39 km

Essas trilhas são adequadas para caminhadas, ciclismo e esqui de fundo.